# Sandomierz

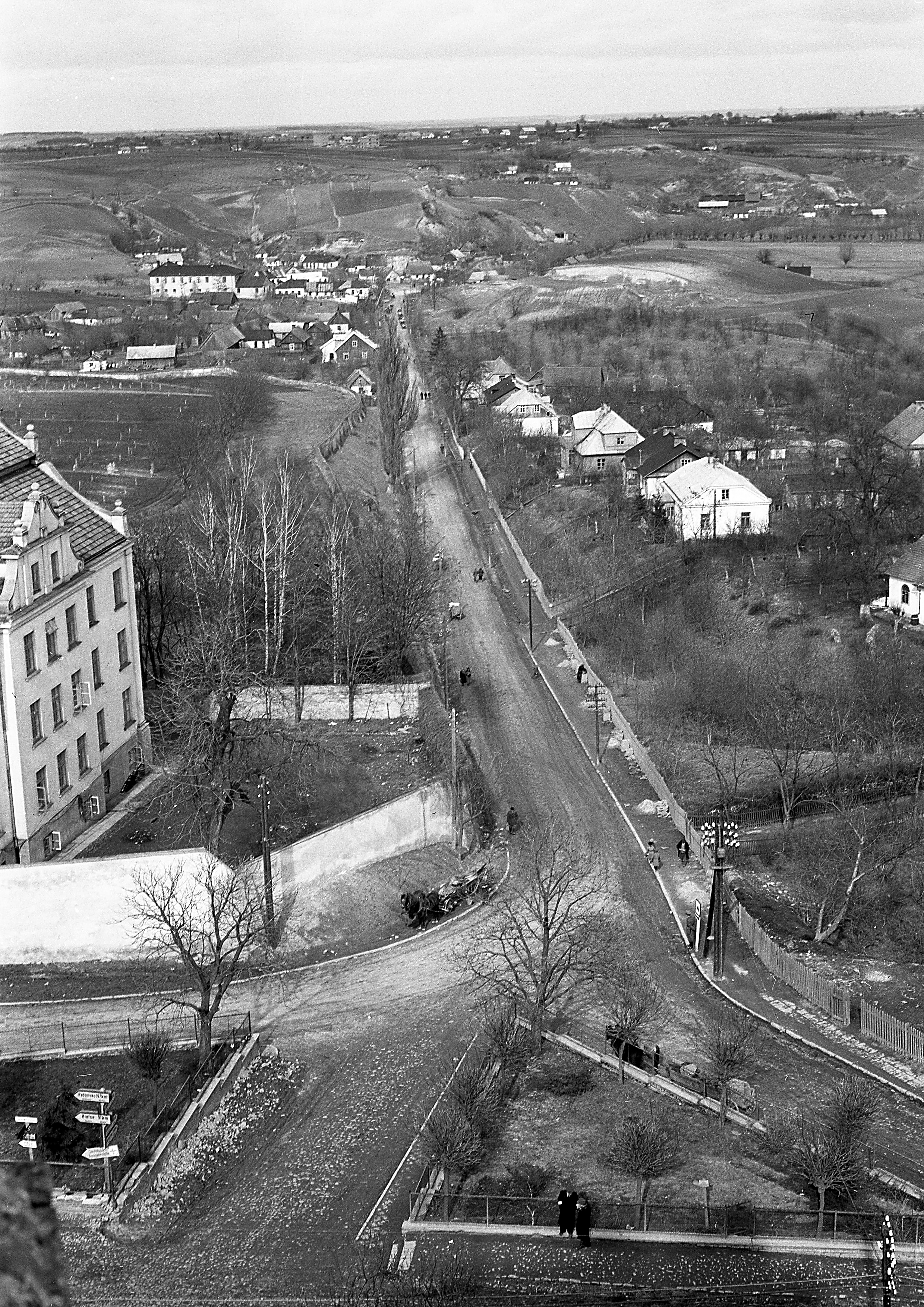
Widok z Bramy Opatowskiej 1940

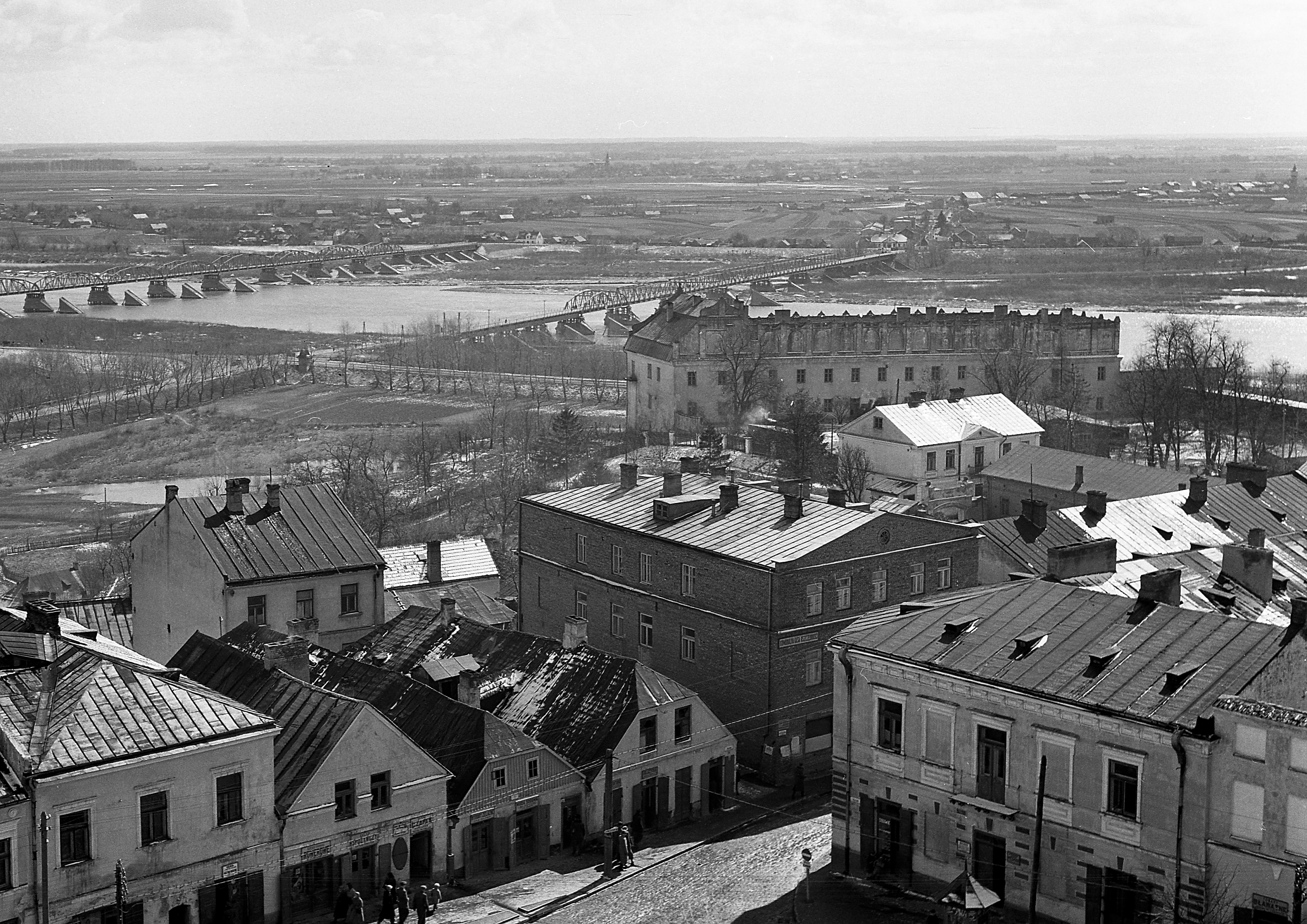
Widok z ratusza 1940

Sandomierz – miasto w województwie świętokrzyskim, w powiecie sandomierskim, położone nad Wisłą, na siedmiu wzgórzach (stąd nazywane czasem „małym Rzymem”). Sandomierz jest usytuowany na Nizinie Nadwiślańskiej i rozciąga się od Wyżyny Sandomierskiej po Równinę Tarnobrzeską. Większość zabudowy wraz z historycznym centrum, uznanym w 2017 za pomnik historii, położona jest na lewym brzegu Wisły, a przemysłowa część, zwana Nadbrzeziem, leży przy prawym brzegu, w Kotlinie Sandomierskiej, granicząc z Tarnobrzegiem.
Przez miasto przebiegają szlaki turystyczne: cysterski, św. Jakuba, Via Jagiellonica, Architektury Drewnianej oraz Wschodni Szlak Rowerowy Green Velo.
Historycznie położony jest w Małopolsce, główne miasto dawnej ziemi sandomierskiej, następnie województwa sandomierskiego. Miasto królewskie w powiecie sandomierskim województwa sandomierskiego w drugiej połowie XVI wieku. W czasach Rzeczypospolitej Obojga Narodów w Sandomierzu mieściła się kasa szafarzy podatków dla Małopolski. Sandomierz uzyskał prawo składu w 1286 roku.

## Toponimia
Jest kilka teorii na temat pochodzenia nazwy miasta. Najbardziej prawdopodobna teoria głosi jednak, że nazwa miasta pochodzi od staropolskiego imienia Sędomir, rozpowszechnionego w całej Słowiańszczyźnie (por. czes., rus. i serbsko-chor. Sudomir).
Miejscowość jako jedną z głównych siedzib Królestwa polskiego w zlatynizowanej staropolskiej formie Sandomir we fragmencie „Bolezlavus vero (...) in Wratislaw et Cracovia et in Sandomir sedes regni principales” notuje Gall Anonim w Kronice polskiej spisanej w latach 1112–1116.

## Historia

Sandomierz na sztychu z dzieła Georga Brauna i Franza Hogenberga z 1617 roku

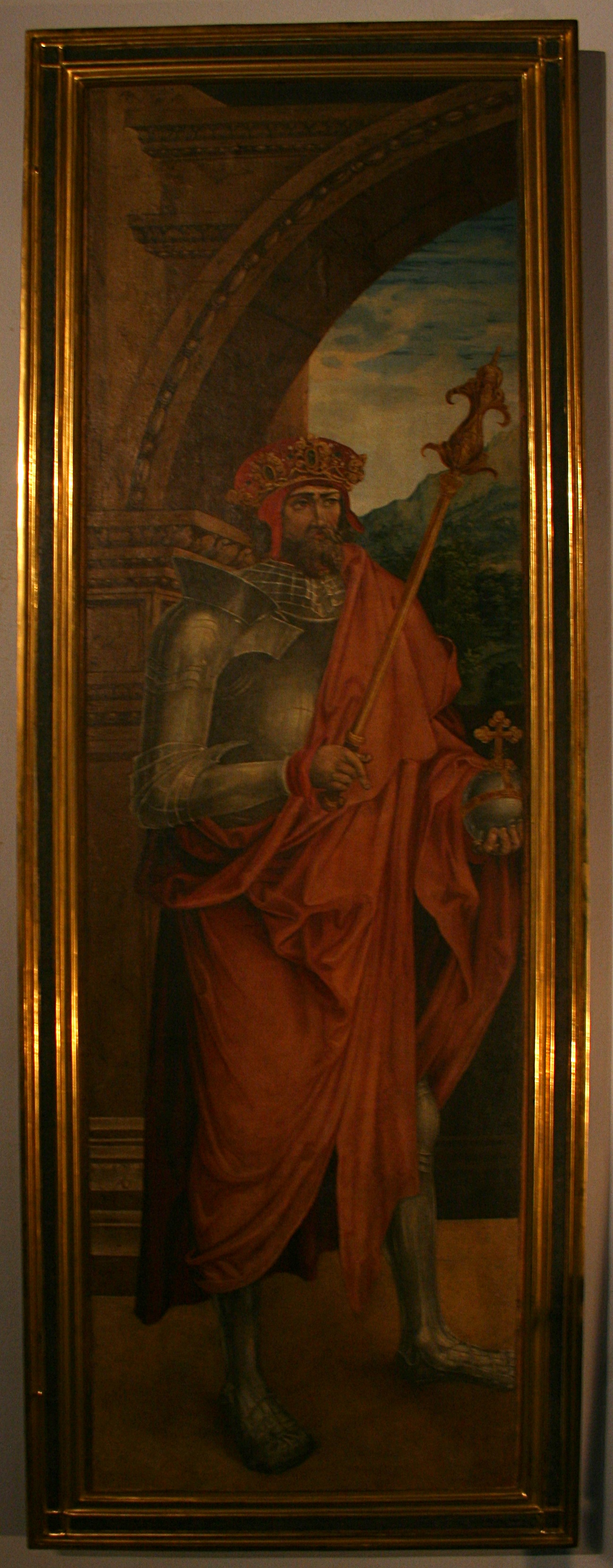
Portret Władysława Jagiełły z XVI w., odnaleziony obraz znajduje się w sandomierskim Muzeum Diecezjalnym

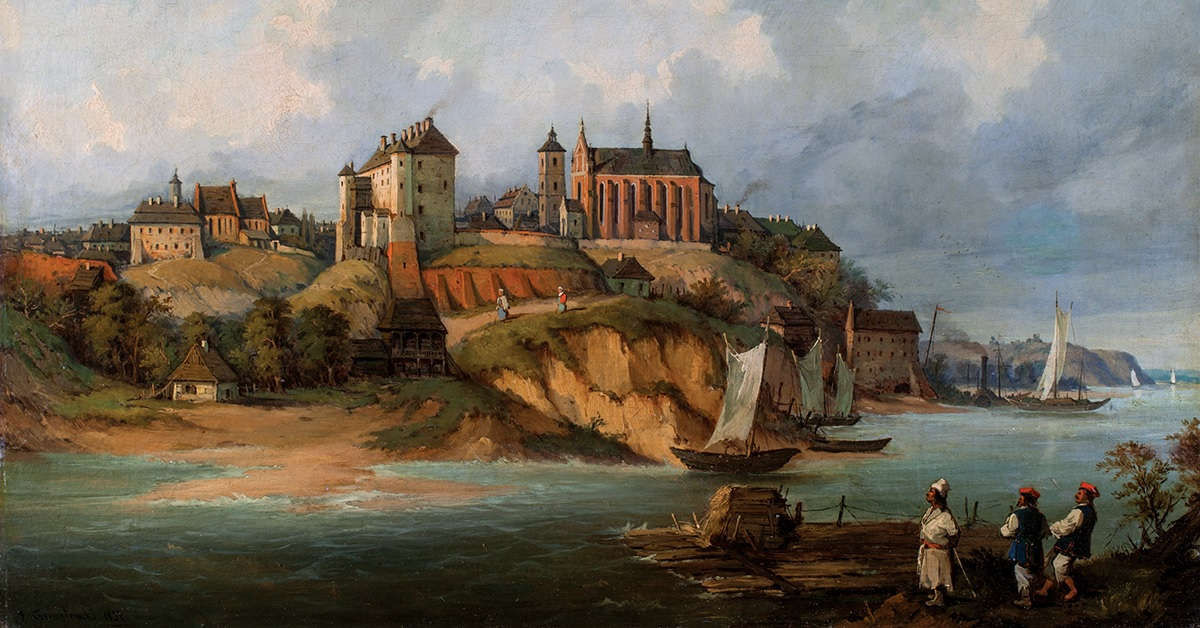
Józef Szermentowski, Widok Sandomierza od strony Wisły, olej 1855 r.

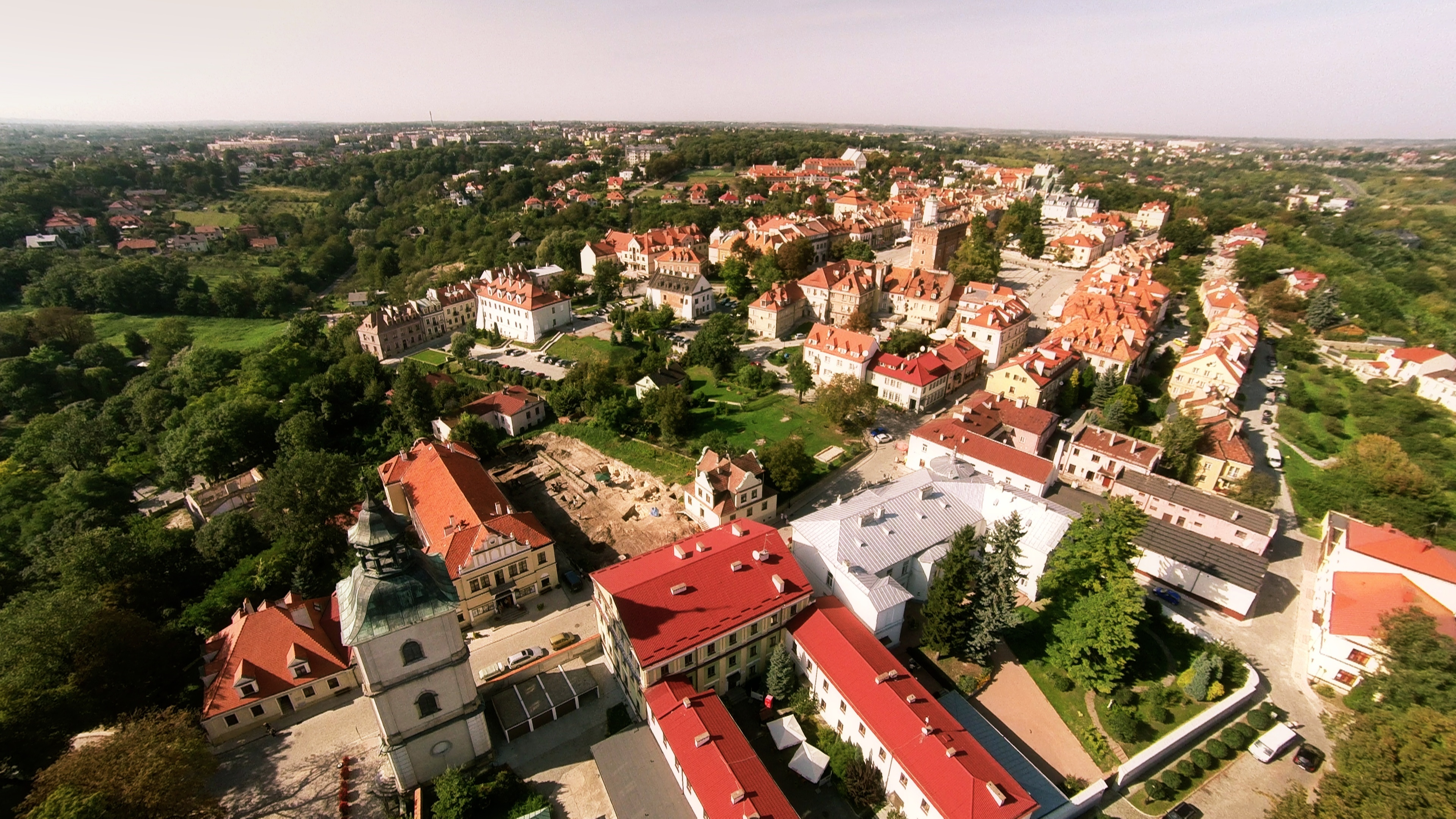
Stare miasto z lotu ptaka

Ślady pierwszego osadnictwa na tych terenach, znalezione w wykopaliskach archeologicznych, pochodzą z neolitu. Osada – w X w. na terenie wzgórza zamkowego, od XI wieku gród, siedziba książęca oraz miasto wojewódzkie. Odkryte podczas prac archeologicznych naczynia ceramiczne z XI wieku charakteryzują się podobieństwem do technik i wzorów wyrobów z Wielkopolski. W przeciwieństwie do ceramiki odkopanej w oddalonym o 17 km Zawichoście stylem odpowiadającym technikom ruskim, wareskim.
Obok zbudowanego później Domu Długosza powstał w sąsiedztwie drugi gród, który dał początek miastu. Dzięki położeniu nad Wisłą, w miejscu przeprawy szlaku handlowego z Europy Zachodniej na Ruś, Sandomierz szybko zyskiwał na znaczeniu.

Boleslaus vero, in Wratislaw, et in Cracovia, et in Sandomir, sedes regni principales obtinuat.

W czasach Bolesława Chrobrego miasto pełniło ważną rolę. W średniowiecznej Polsce obok Wrocławia oraz Krakowa zaliczone zostało przez Galla Anonima do trzech głównych siedzib Królestwa Polskiego.
W okresie rozbicia dzielnicowego był stolicą Księstwa sandomierskiego, a przez około 700 lat również miastem wojewódzkim (pierwszy wojewoda Pakosław, ur. 1182, zm. 1203). Pierwszym władcą (w okresie od 1146 do 1166) był Henryk Sandomierski, syn Bolesława Krzywoustego. Pierwsza inicjatywa lokacyjna na prawie niemieckim dotycząca Sandomierza miała miejsce przed 1243 rokiem. Miasto zostało zdobyte przez Tatarów w 1241 roku oraz w 1259 (za czasów Piotra z Krępy, o czym wspominają Pieśni Sandomierzanina). Za namową Wasylka Romanowicza w 1260 miasto poddało się Tatarom Burundaja. Po zniszczeniach w czasie najazdów tatarskich, ponownie lokowane w 1286 przez Leszka Czarnego.
Od końca XIV w. do rozbiorów Sandomierz był miejscem sądów szlacheckich pierwszej instancji: ziemskiego i grodzkiego.
Ponownie handel odegrał ważną rolę w rozwoju miasta w XV wieku (Sandomierz leżał na trasie drogi wiślanej związanej z handlem zbożem). XV – XVII wiek był okresem częstych pobytów dworu i króla w Sandomierzu i zjazdów szlacheckich. Od 1437 roku do 1441 roku w Sandomierzu przebywała cesarzowa Barbara Cylejska, wdowa po cesarzu Zygmuncie Luksemburczyku, wygnana z Węgier przez swojego zięcia Albrechta II Habsburga. Bywał w nim m.in. król Zygmunt II August, zapraszany przez starostę sandomierskiego i hetmana wielkiego koronnego Jana Amora Tarnowskiego.
W 1570 r. miał miejsce zjazd reprezentantów działających w Polsce nurtów reformacji, w wyniku którego doszło do podpisania tzw. zgody sandomierskiej – porozumienia w obronie przed kontrreformacją. Okres wojen szwedzkich to ponowny upadek miasta spowodowany zniszczeniami.

W 1613 r. otwarto Kolegium Jezuickie w Sandomierzu. W 1623 r. Jakub Bobola (zm. 1636) – podczaszy sandomierski, prawdopodobnie stryjeczny brat św. Andrzeja Boboli, założył przy kolegium konwikt dla 12 młodych, należących do zubożałych rodzin, szlachciców i zapisał na ten cel 15 500 złp. na dobrach swych Wilczyce. W 1635 przeznaczył na pomieszczenie konwiktorów swą kamienicę, stojącą do dziś dnia na sandomierskim Rynku. Ta „Fundatio Boboliana” z 27 lipca 1623 roku przetrwała do kasaty zakonu jezuitów.

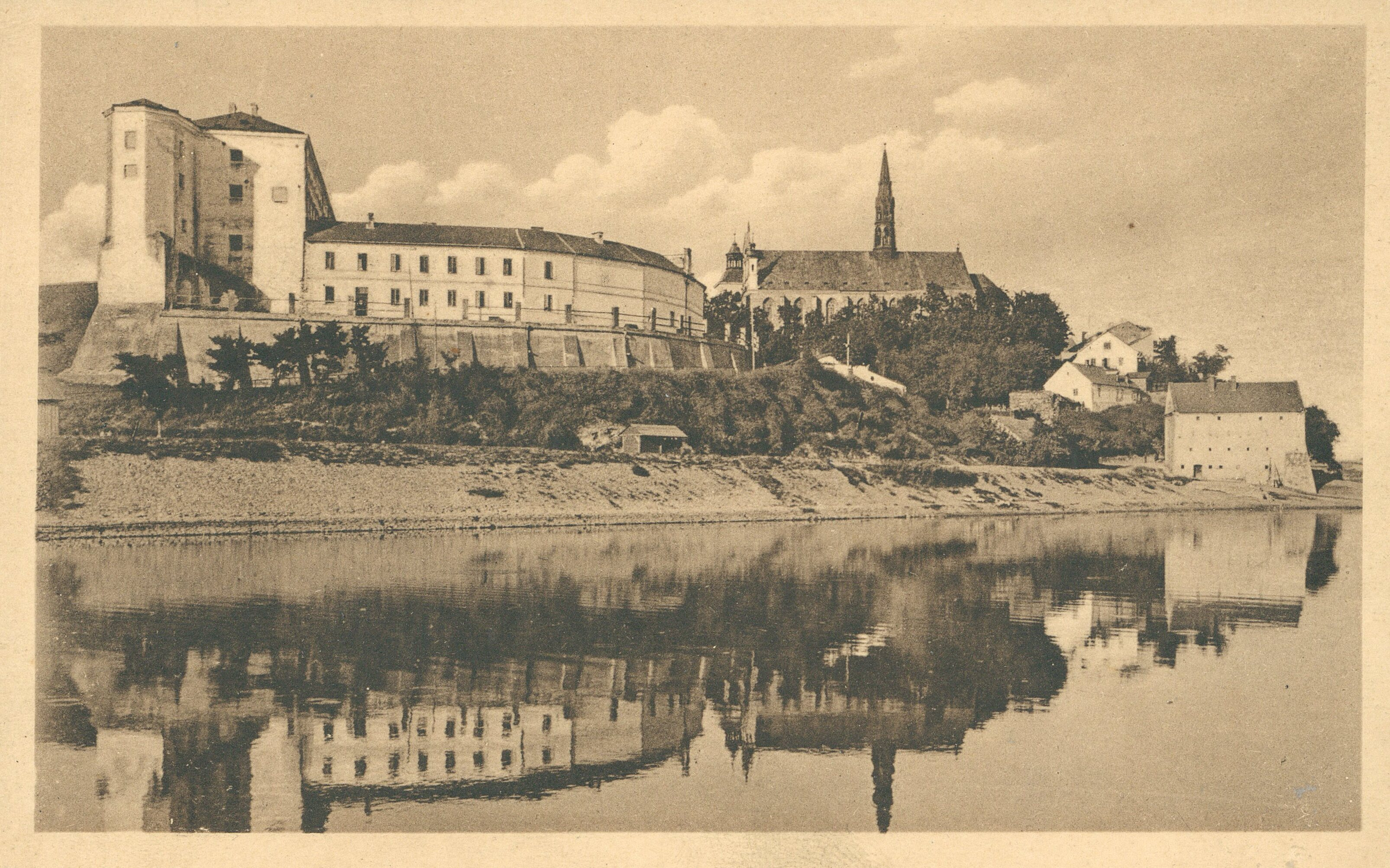
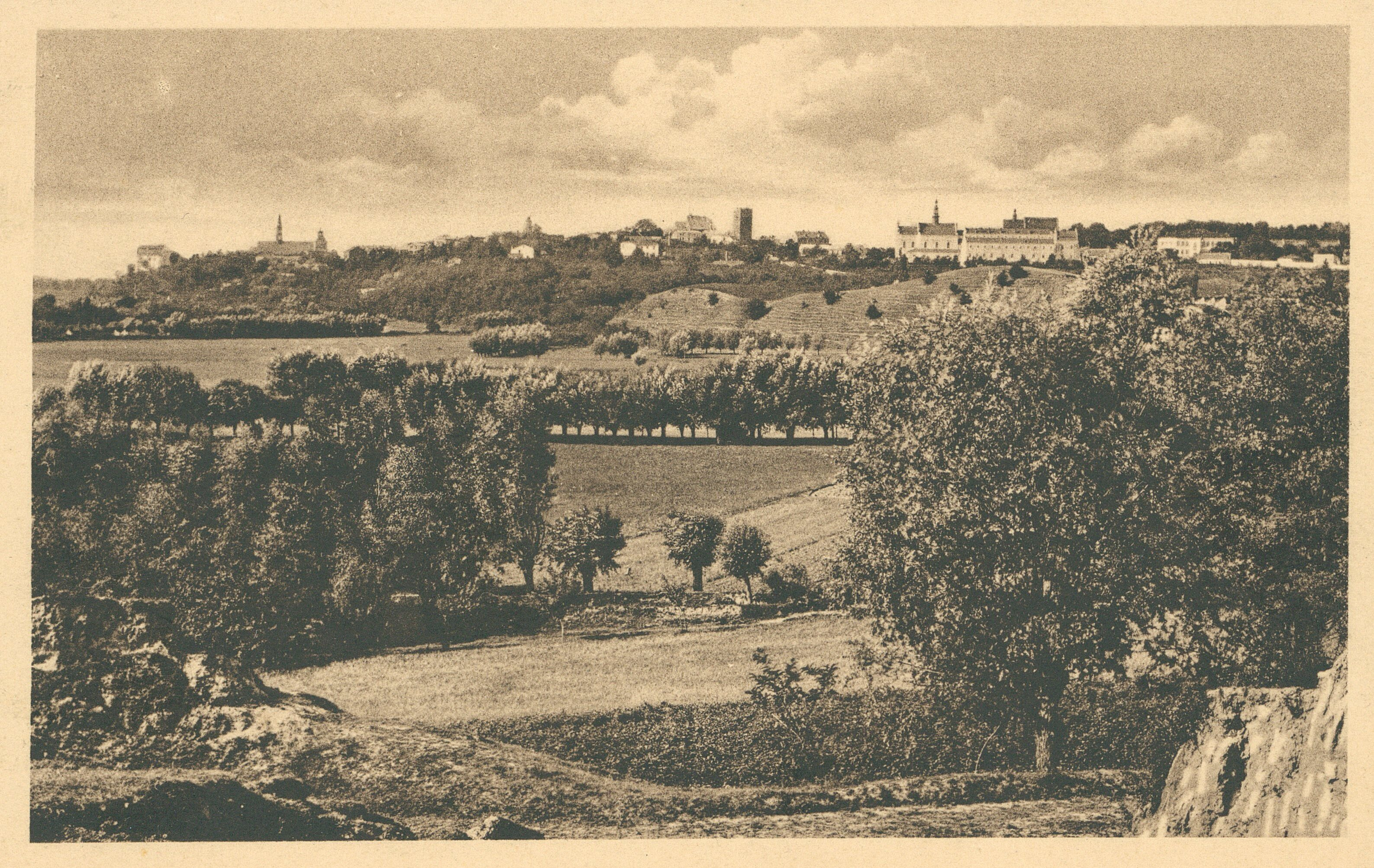
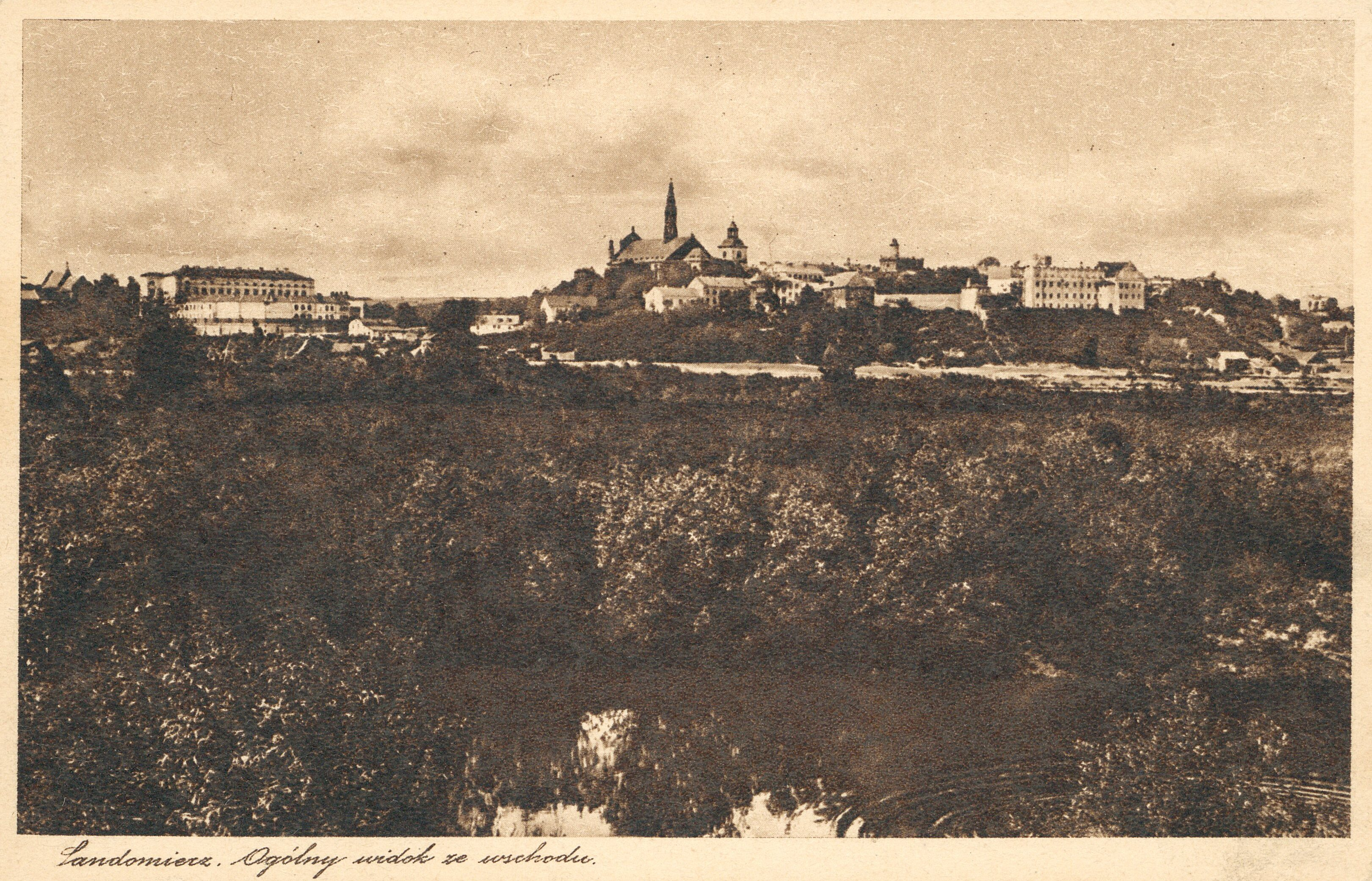
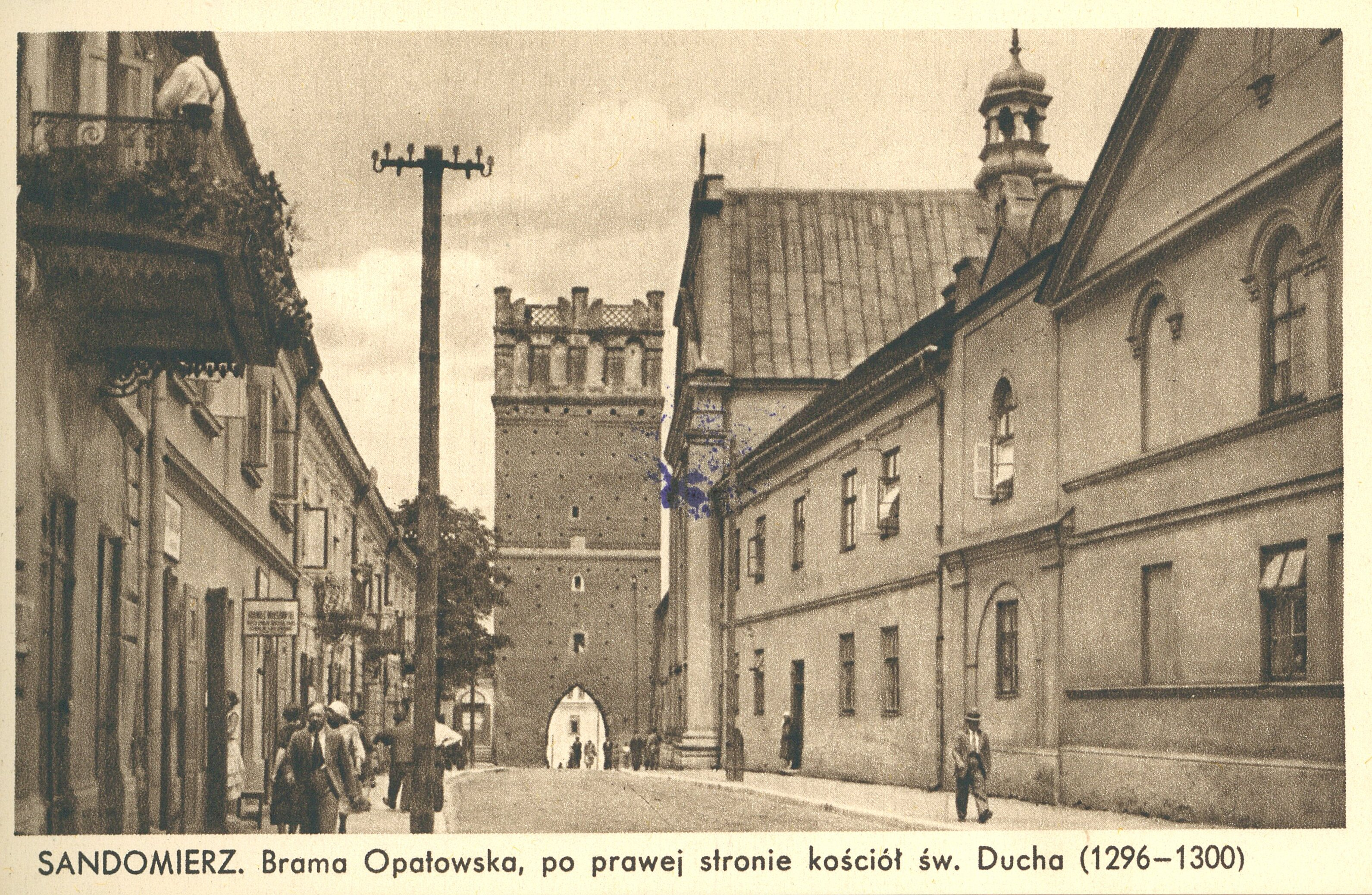
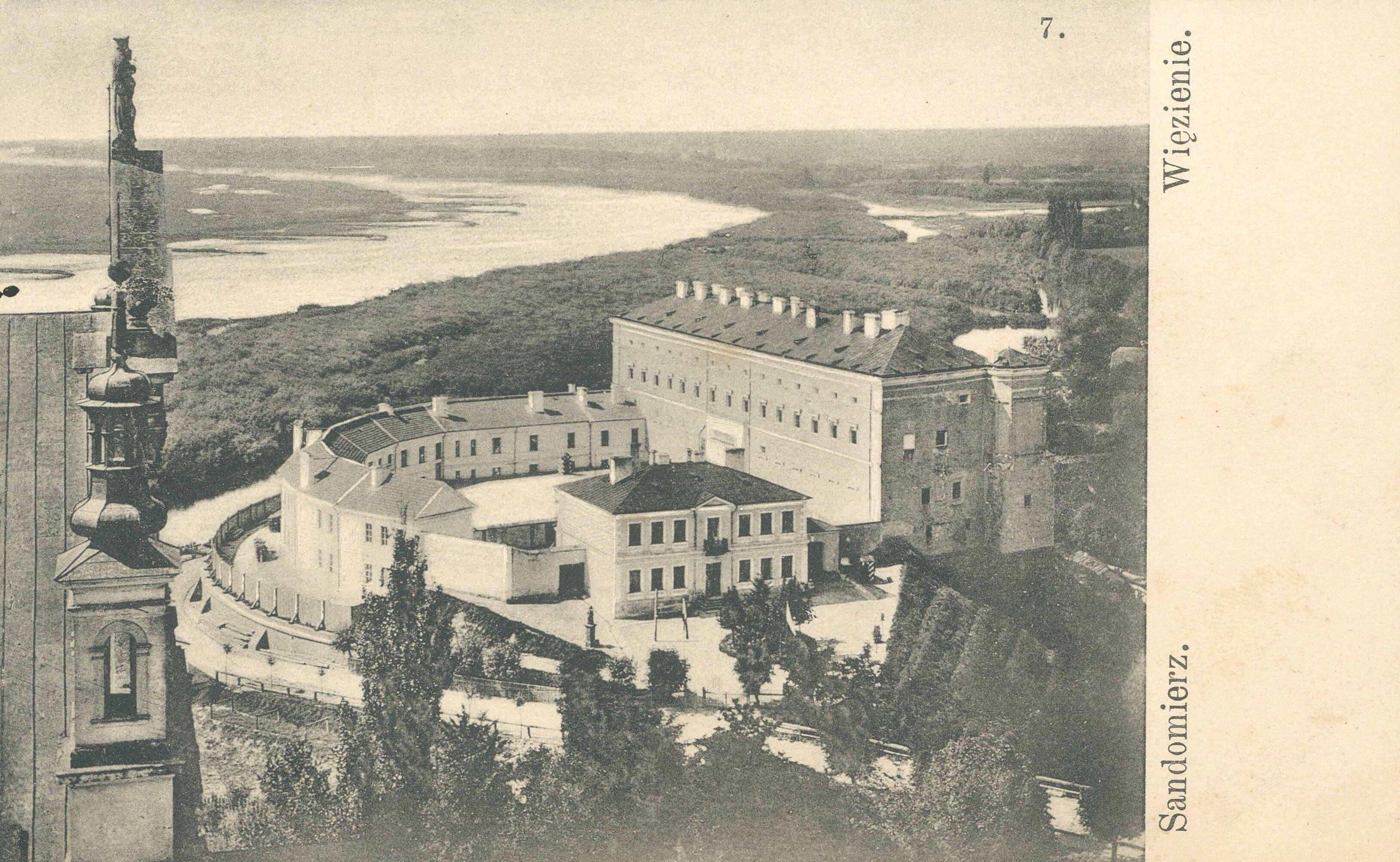
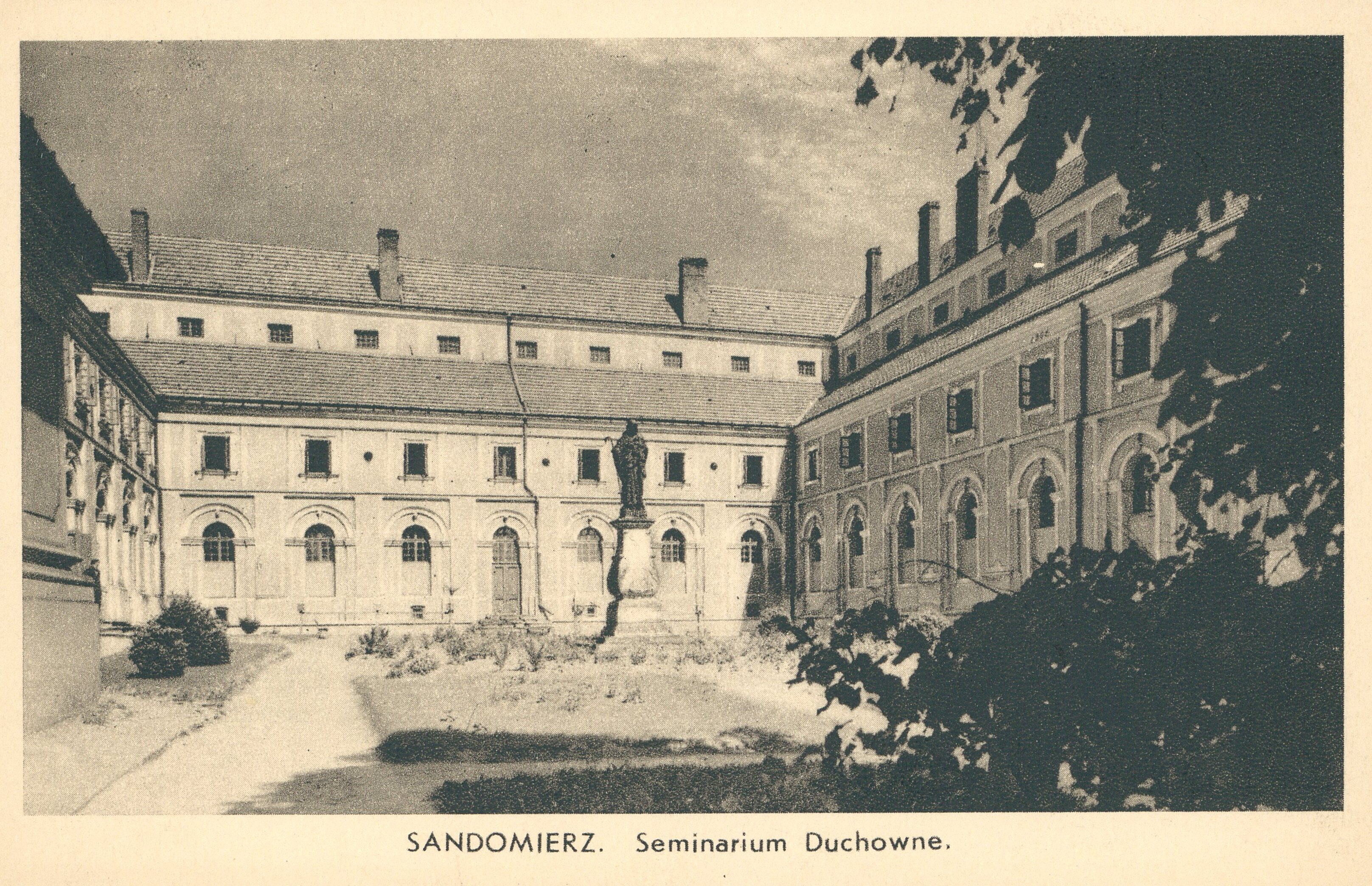
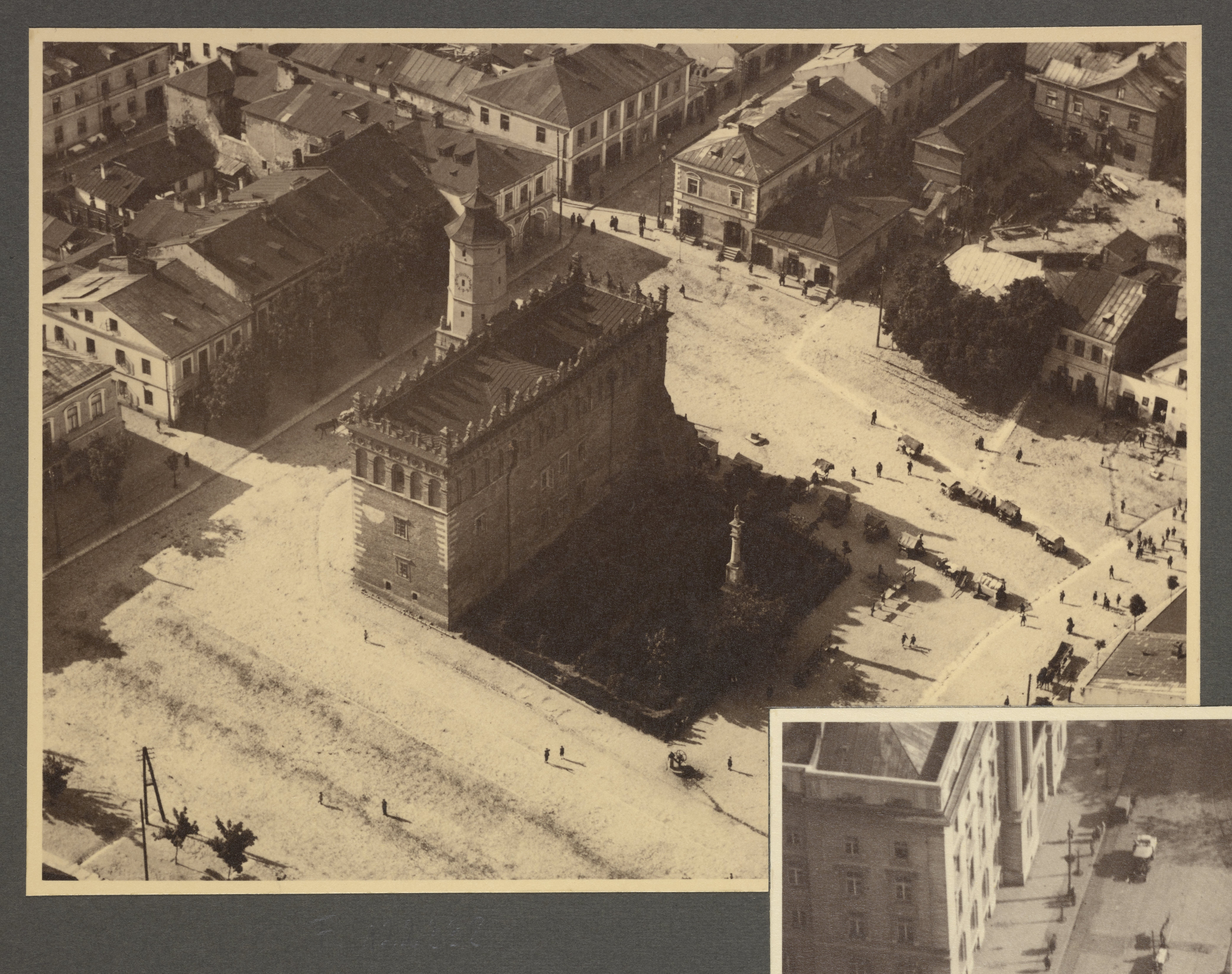
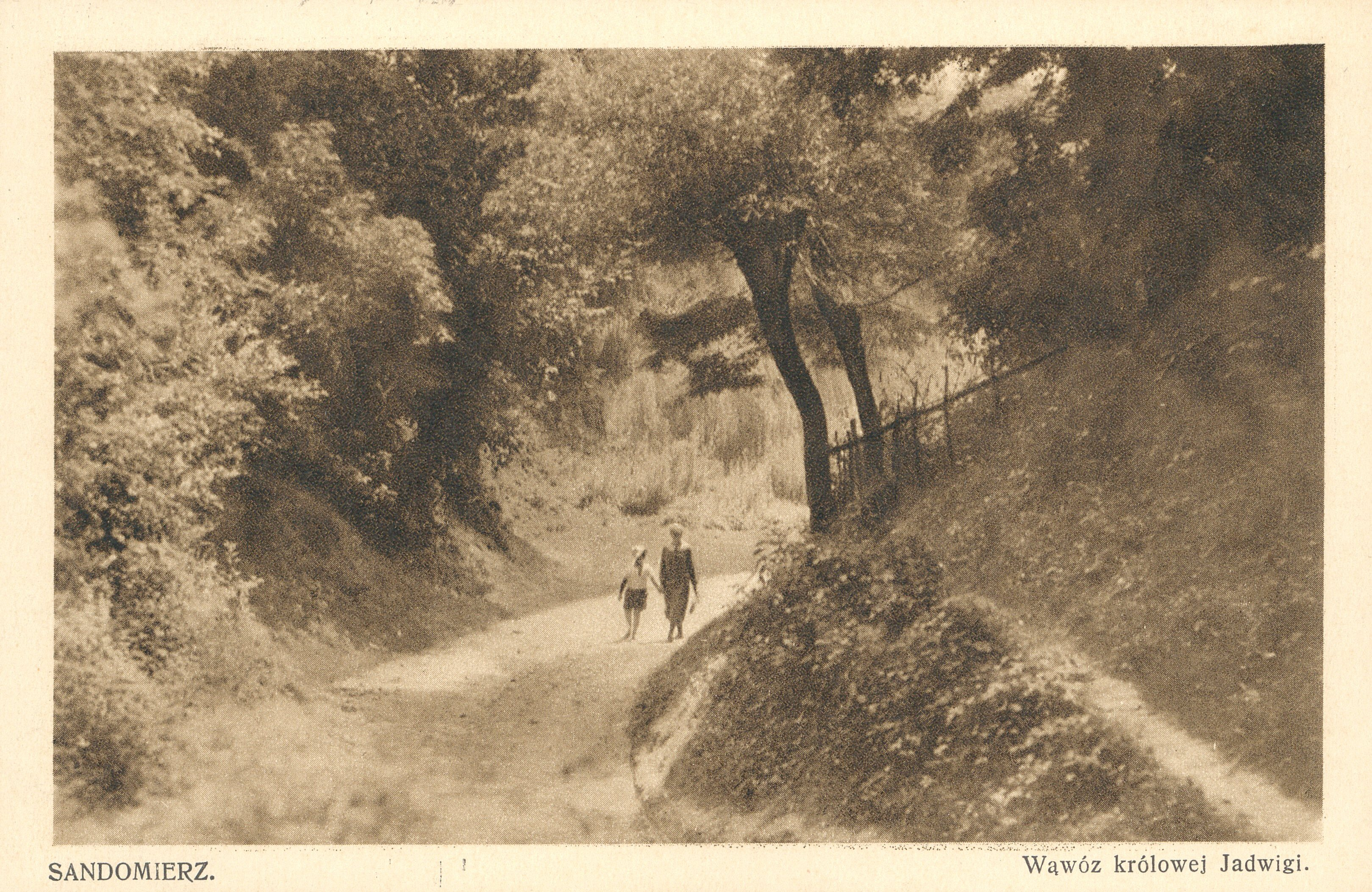

W 1865 roku po zdaniu egzaminu kwalifikacyjnego, Karolina Kraczkiewicz została pierwszą świecką nauczycielką w Sandomierzu.
W okresie zaborów Sandomierz stał się miastem pogranicznym między Królestwem Polskim a Galicją i stracił znaczenie administracyjne, a także gospodarcze. Dodatkowo został dość poważnie zniszczony przez I wojnę światową. Po odzyskaniu niepodległości przez Polskę miasto wyrwało się ze stagnacji i zaczęło się prężnie rozwijać. Według planów Eugeniusza Kwiatkowskiego z 1935 roku miało zostać stolicą Centralnego Okręgu Przemysłowego z ponad 100 tys. mieszkańców. W 1939 roku miał stać się stolicą nowego województwa, czyli województwa sandomierskiego. Plany te zniweczyła II wojna światowa.
W czerwcu 1942 Niemcy utworzyli w Sandomierzu getto dla ludności żydowskiej. Przebywali w nim również Żydzi z okolicznych miejscowości m.in. 300 osób z Kurozwęk. We wrześniu 1942 w getcie mieszkało ok. 5200 osób. Zostało ono zlikwidowane w październiku 1942, kiedy to ok. 1000 Żydów zastrzelono na miejscu, a pozostałych wywieziono do obozu zagłady w Bełżcu.
Wojska radzieckie wkroczyły do Sandomierza 18 sierpnia 1944 roku walcząc o utworzenie przyczółka zwanego sandomierskim. W październiku tego samego roku miasto stało się siedzibą Kieleckiej Wojewódzkiej Rady Narodowej oraz Wojewódzkiego Urzędu Bezpieczeństwa Publicznego. Sandomierz nie ucierpiał podczas działań wojennych.
W okresie PRL w Sandomierzu wzniesiono pomnik Wasyla Skopenki, który ustawiono przy Bramie Opatowskiej. W 1990 roku, decyzją burmistrza Tomasza Panfila, przeniesiono go na cmentarz wojenny czerwonoarmistów. W tym samym okresie rozebrano w mieście Pomnik Wdzięczności Armii Czerwonej. Były to jedne z pierwszych w Polsce działań dekomunizujących przestrzeń publiczną.
W 1956 utworzono Muzeum Okręgowe w Sandomierzu, którego pierwszą siedzibą była kamienica Oleśnickich; od 1986 muzeum mieści się na zamku w Sandomierzu. W latach 1975–1998 w województwie tarnobrzeskim. Od 1999 jest miastem powiatowym w województwie świętokrzyskim.

## Środowisko naturalne

### Klimat
| Miesiąc                              | Sty | Lut | Mar | Kwi | Maj | Cze | Lip | Sie | Wrz | Paź | Lis | Gru | Roczna |
| ------------------------------------ | --- | --- | --- | --- | --- | --- | --- | --- | --- | --- | --- | --- | ------ |
| Rekordy maksymalnej temperatury [°C] | 8   | 10  | 19  | 27  | 28  | 34  | 36  | 34  | 30  | 25  | 20  | 15  | 36     |
| Średnie temperatury w dzień [°C]     | −1  | −1  | 4   | 12  | 17  | 22  | 22  | 23  | 19  | 13  | 6   | 1   | 11     |
| Średnie temperatury w nocy [°C]      | −7  | −7  | −2  | 3   | 7   | 11  | 13  | 12  | 8   | 5   | 1   | −3  | 3      |
| Rekordy minimalnej temperatury [°C]  | -25 | -29 | -22 | -6  | -2  | 3   | 7   | 6   | 0   | -5  | -11 | -21 | −29    |
| Opady [mm]                           | 20  | 20  | 20  | 40  | 70  | 60  | 90  | 40  | 30  | 20  | 30  | 40  | 530    |
| Źródło: Weatherbase 2013-01-30       |     |     |     |     |     |     |     |     |     |     |     |     |        |

### Struktura powierzchni
Sandomierz zajmuje obszar 28,32 km² (2002), w tym:
- użytki rolne: 64%
- użytki leśne: 0%

Miasto stanowi 4,35% powierzchni powiatu.

## Demografia

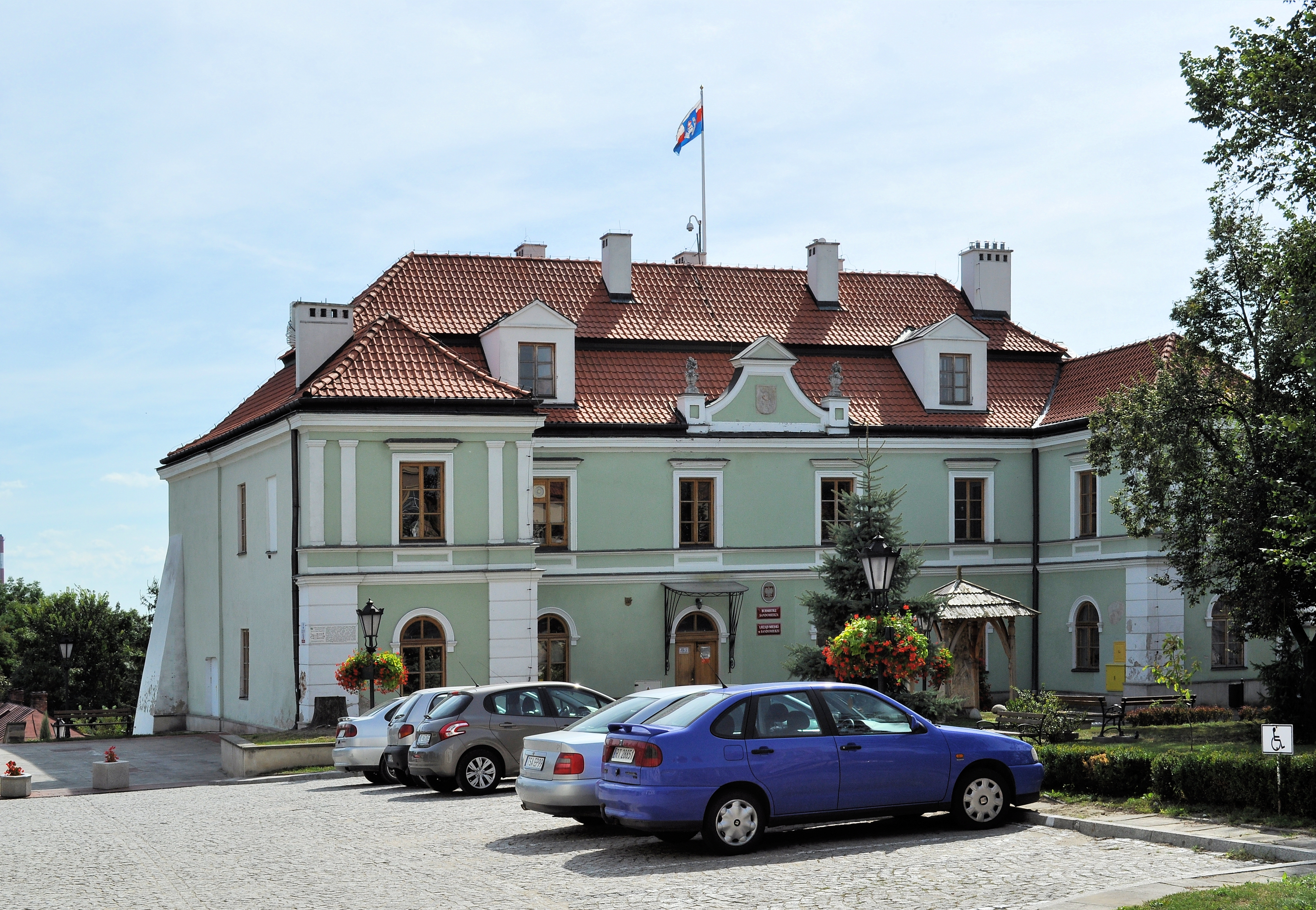
Dawny klasztor dominikanów, obecnie Urząd Miejski (2012)

Struktura demograficzna mieszkańców Sandomierza (31 grudnia 2022)
|          | ogółem | ogółem    | ogółem  | w wieku przedprodukcyjnym | w wieku przedprodukcyjnym | w wieku przedprodukcyjnym | w wieku produkcyjnym | w wieku produkcyjnym | w wieku produkcyjnym | w wieku poprodukcyjnym | w wieku poprodukcyjnym | w wieku poprodukcyjnym |
| rok\płeć | ogółem | mężczyźni | kobiety | ogółem                    | mężczyźni                 | kobiety                   | ogółem               | mężczyźni            | kobiety              | ogółem                 | mężczyźni              | kobiety                |
| -------- | ------ | --------- | ------- | ------------------------- | ------------------------- | ------------------------- | -------------------- | -------------------- | -------------------- | ---------------------- | ---------------------- | ---------------------- |
| 1995     | 26782  | 12727     | 14055   | 7501                      | 3756                      | 3745                      | 16231                | 8058                 | 8173                 | 3050                   | 913                    | 2137                   |
| 1996     | 27052  | 12829     | 14223   | 7382                      | 3683                      | 3699                      | 16525                | 8208                 | 8317                 | 3145                   | 938                    | 2207                   |
| 1997     | 27129  | 12847     | 14282   | 7203                      | 3618                      | 3585                      | 16697                | 8253                 | 8444                 | 3229                   | 976                    | 2253                   |
| 1998     | 27409  | 12981     | 14428   | 7109                      | 3539                      | 3570                      | 16992                | 8423                 | 8569                 | 3308                   | 1019                   | 2289                   |
| 1999     | 25779  | 12046     | 13733   | 6602                      | 3318                      | 3284                      | 15864                | 7726                 | 8138                 | 3313                   | 1002                   | 2311                   |
| 2000     | 25856  | 12094     | 13762   | 6404                      | 3211                      | 3193                      | 15954                | 7820                 | 8134                 | 3498                   | 1063                   | 2435                   |
| 2001     | 25637  | 12001     | 13636   | 6091                      | 3070                      | 3021                      | 15926                | 7808                 | 8118                 | 3620                   | 1123                   | 2497                   |
| 2002     | 25457  | 11909     | 13548   | 5778                      | 2908                      | 2870                      | 15980                | 7836                 | 8144                 | 3699                   | 1165                   | 2534                   |
| 2003     | 25427  | 11874     | 13553   | 5563                      | 2802                      | 2761                      | 16079                | 7875                 | 8204                 | 3785                   | 1197                   | 2588                   |
| 2004     | 25311  | 11783     | 13528   | 5406                      | 2714                      | 2692                      | 15995                | 7818                 | 8177                 | 3910                   | 1251                   | 2659                   |
| 2005     | 25160  | 11692     | 13468   | 5174                      | 2585                      | 2589                      | 16024                | 7838                 | 8186                 | 3962                   | 1269                   | 2693                   |
| 2006     | 24962  | 11592     | 13370   | 4917                      | 2461                      | 2456                      | 15962                | 7825                 | 8137                 | 4083                   | 1306                   | 2777                   |
| 2007     | 24795  | 11472     | 13323   | 4714                      | 2358                      | 2356                      | 15874                | 7789                 | 8085                 | 4207                   | 1325                   | 2882                   |
| 2008     | 24666  | 11442     | 13224   | 4541                      | 2279                      | 2262                      | 15764                | 7803                 | 7961                 | 4361                   | 1360                   | 3001                   |
| 2009     | 24621  | 11404     | 13217   | 4377                      | 2205                      | 2172                      | 15757                | 7829                 | 7928                 | 4487                   | 1370                   | 3117                   |
| 2010     | 24953  | 11670     | 13283   | 4307                      | 2157                      | 2150                      | 15978                | 8077                 | 7901                 | 4668                   | 1436                   | 3232                   |
| 2011     | 24801  | 11620     | 13181   | 4172                      | 2096                      | 2076                      | 15756                | 7989                 | 7767                 | 4873                   | 1535                   | 3338                   |
| 2012     | 24731  | 11620     | 13111   | 4052                      | 2060                      | 1992                      | 15660                | 7959                 | 7701                 | 5019                   | 1601                   | 3418                   |
| 2013     | 24552  | 11531     | 13021   | 3977                      | 2029                      | 1948                      | 15386                | 7836                 | 7550                 | 5189                   | 1666                   | 3523                   |
| 2014     | 24326  | 11444     | 12882   | 3873                      | 1984                      | 1889                      | 15123                | 7754                 | 7369                 | 5330                   | 1706                   | 3624                   |
| 2015     | 24187  | 11351     | 12836   | 3793                      | 1934                      | 1859                      | 14914                | 7638                 | 7276                 | 5480                   | 1779                   | 3701                   |
| 2016     | 23993  | 11243     | 12750   | 3705                      | 1886                      | 1819                      | 14659                | 7522                 | 7137                 | 5629                   | 1835                   | 3794                   |
| 2017     | 23863  | 11210     | 12653   | 3648                      | 1863                      | 1785                      | 14474                | 7461                 | 7013                 | 5741                   | 1886                   | 3855                   |
| 2018     | 23644  | 11073     | 12571   | 3586                      | 1810                      | 1776                      | 14204                | 7332                 | 6872                 | 5854                   | 1931                   | 3923                   |
| 2019     | 23362  | 10935     | 12427   | 3470                      | 1756                      | 1714                      | 13934                | 7213                 | 6721                 | 5958                   | 1966                   | 3992                   |
| 2020     | 22282  | 10351     | 11931   | 3240                      | 1618                      | 1622                      | 13050                | 6781                 | 6269                 | 5992                   | 1952                   | 4040                   |
| 2021     | 21944  | 10198     | 11746   | 3164                      | 1587                      | 1577                      | 12750                | 6624                 | 6126                 | 6030                   | 1987                   | 4043                   |
| 2022     | 21586  | 10009     | 11577   | 3053                      | 1542                      | 1511                      | 12447                | 6466                 | 5981                 | 6086                   | 2001                   | 4085                   |

- Piramida wieku mieszkańców Sandomierza w 2021[23].

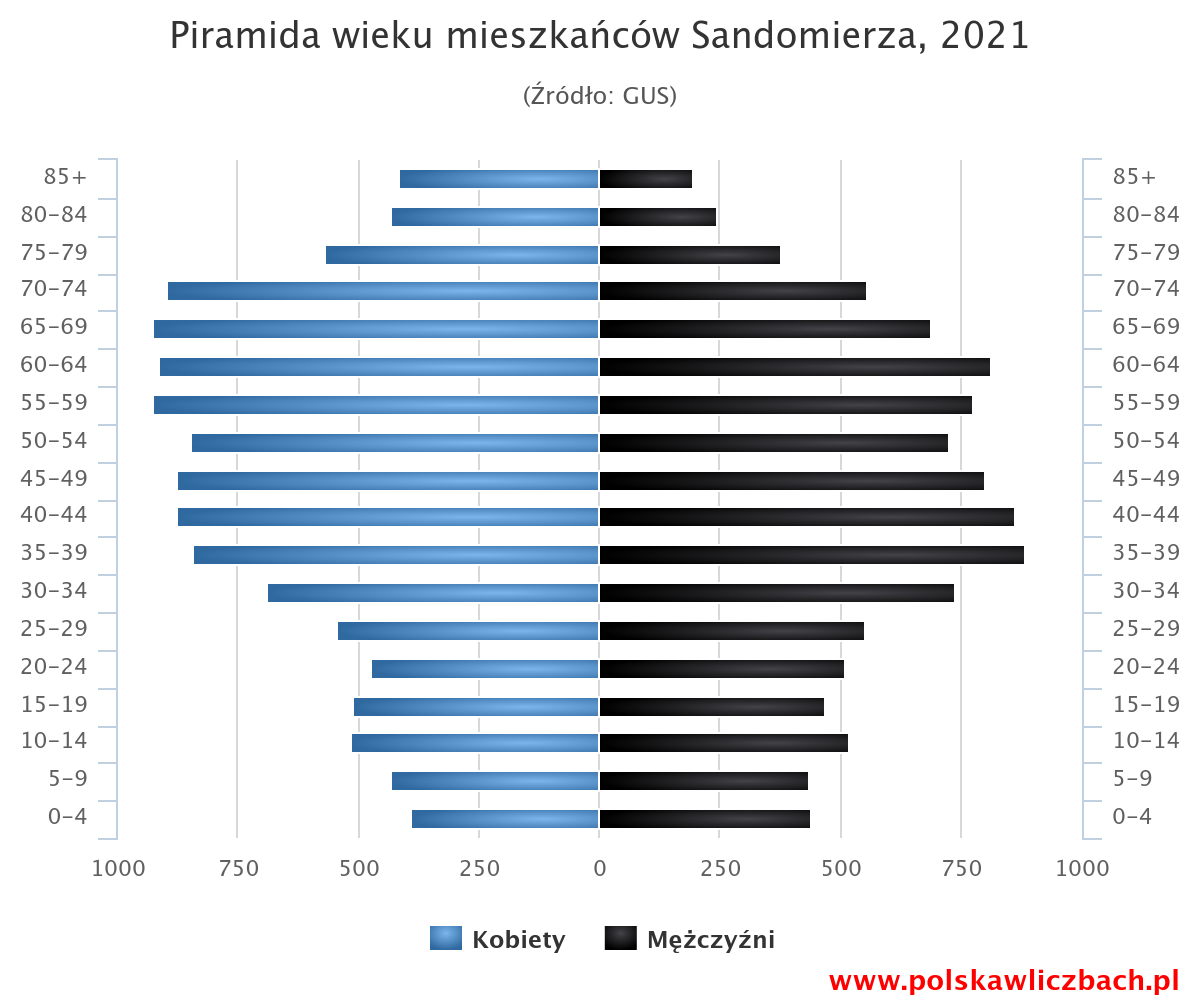
Piramida wieku mieszkańców Sandomierza dla 2021 roku, opracowanie polskawliczbach.pl na podstawie danych GUS

## Budżet
Rysunek 1.1 Dochody ogółem w Mieście Sandomierz w latach 1995–2020 (w zł)
| WYSZCZEGÓLNIENIE               | J. m. | ROK          | ROK          | ROK          | ROK          | ROK          | ROK          | ROK          | ROK          | ROK          | ROK          | ROK          | ROK           | ROK           | ROK           | ROK           | ROK            |                |               |               |               |               |               |                |                |                |                |
| WYSZCZEGÓLNIENIE               | J. m. | 1995         | 1996         | 1997         | 1998         | 1999         | 2000         | 2001         | 2002         | 2003         | 2004         | 2005         | 2006          | 2007          | 2008          | 2009          | 2010           | 2011           | 2012          | 2013          | 2014          | 2015          | 2016          | 2017           | 2018           | 2019           | 2020           |
| ------------------------------ | ----- | ------------ | ------------ | ------------ | ------------ | ------------ | ------------ | ------------ | ------------ | ------------ | ------------ | ------------ | ------------- | ------------- | ------------- | ------------- | -------------- | -------------- | ------------- | ------------- | ------------- | ------------- | ------------- | -------------- | -------------- | -------------- | -------------- |
| Dochody ogółem                 | zł    | 10 618 849,- | 17 761 519,- | 26 317 229,- | 30 187 932,- | 33 743 339,- | 35 932 598,- | 41 689 822,- | 43 743 124,- | 44 253 344,- | 50 933 568,- | 52 070 261,- | 62 573 287,63 | 67 153 762,11 | 67 251 336,27 | 69 131 451,33 | 178 965 106,27 | 94 335 817,32  | 80 430 931,17 | 85 080 322,12 | 97 674 280,63 | 88 964 184,67 | 98 105 125,64 | 101 876 184,85 | 108 953 287,33 | 118 068 691,78 | 124 653 335,91 |
| ZNAK                           | ±     | +            | +            | +            | –            | +            | –            | –            | –            | –            | +            | –            | +             | –             | –             | +             | +              | +              | +             | +             | -             | -             | -             | +              | +              | +              | -              |
| Deficyt/nadwyżka budżetowy(-a) | zł    | 474 906,-    | 113 908,-    | 6 983 362,-  | 1 529 635,-  | 1 477 947,-  | 52 730,-     | 2 941 413,-  | 227 021,-    | 1 928 397,-  | 1 395 339,-  | 1 921 744,-  | 6 018 823,27  | 2 025 899,35  | 2 546 813,62  | 9 106 971,85  | 17 738 270,00  | 13 565 426,43  | 4 715 935,48  | 4 329 245,74  | 4 362 361,59  | 3 490 185,71  | 6 254 308     | 656 233,78     | 545 132,21     | 7 837 320,45   | 6 934 942,09   |
| ZNAK                           | Σ     | =            | =            | =            | =            | =            | =            | =            | =            | =            | =            | =            | =             | =             | =             | =             | =              |                |               |               |               |               |               |                |                |                |                |
| Wydatki ogółem                 | zł    | 11 093 755,- | 17 875 427,- | 33 300 591,- | 28 658 297,- | 35 221 286,- | 35 879 868,- | 38 748 409,- | 43 516 103,- | 42 324 947,- | 52 328 907,- | 50 148 517,- | 68 592 110,90 | 65 127 862,76 | 64 704 522,65 | 78 238 423,18 | 196 703 376,27 | 107 901 243,75 | 85 146 866,65 | 89 409 567,86 | 93 311 919,04 | 85 473 998,96 | 91 850 817,64 | 102 532 418,63 | 109 498 419,54 | 125 906 012,23 | 117 718 393,82 |

Rysunek 1.2 Wydatki ogółem w Mieście Sandomierz w latach 1995–2010 (w zł)

Średni dochód na mieszkańca wynosi 7149,10 zł (tj. – stan z 31 grudnia 2010; przy 7107,40 zł w zestawieniu z 30 czerwca 2010); jednocześnie średnie wydatki na mieszkańca kształtowały się na poziomie 7698,77 zł (tj. – stan z 31 grudnia 2010; przy 7653,87 zł w zestawieniu z 30 czerwca 2010).

## Podział administracyjny
| Nazwa                   | SIMC   |
| ----------------------- | ------ |
| Cegielnia               | 980949 |
| Chwałki                 | 980955 |
| Gołębice                | 980978 |
| Grodzisko               | 980984 |
| Kamień Plebański        | 980990 |
| Koćmierzów              | 981009 |
| Krakówka                | 981015 |
| Kruków                  | 981021 |
| Mokoszyn                | 981038 |
| Mokoszyn-Kolonia        | 981044 |
| Nadbrzezie              | 981050 |
| Osiedle Świętopawelskie | 981067 |
| Ostrówek                | 981073 |
| Rokitek                 | 981080 |
| Stare Miasto            | 981096 |
| Trześń                  | 981104 |
| Zarzekowice             | 981110 |
| Zawichojskie            | 981127 |

## Oświata

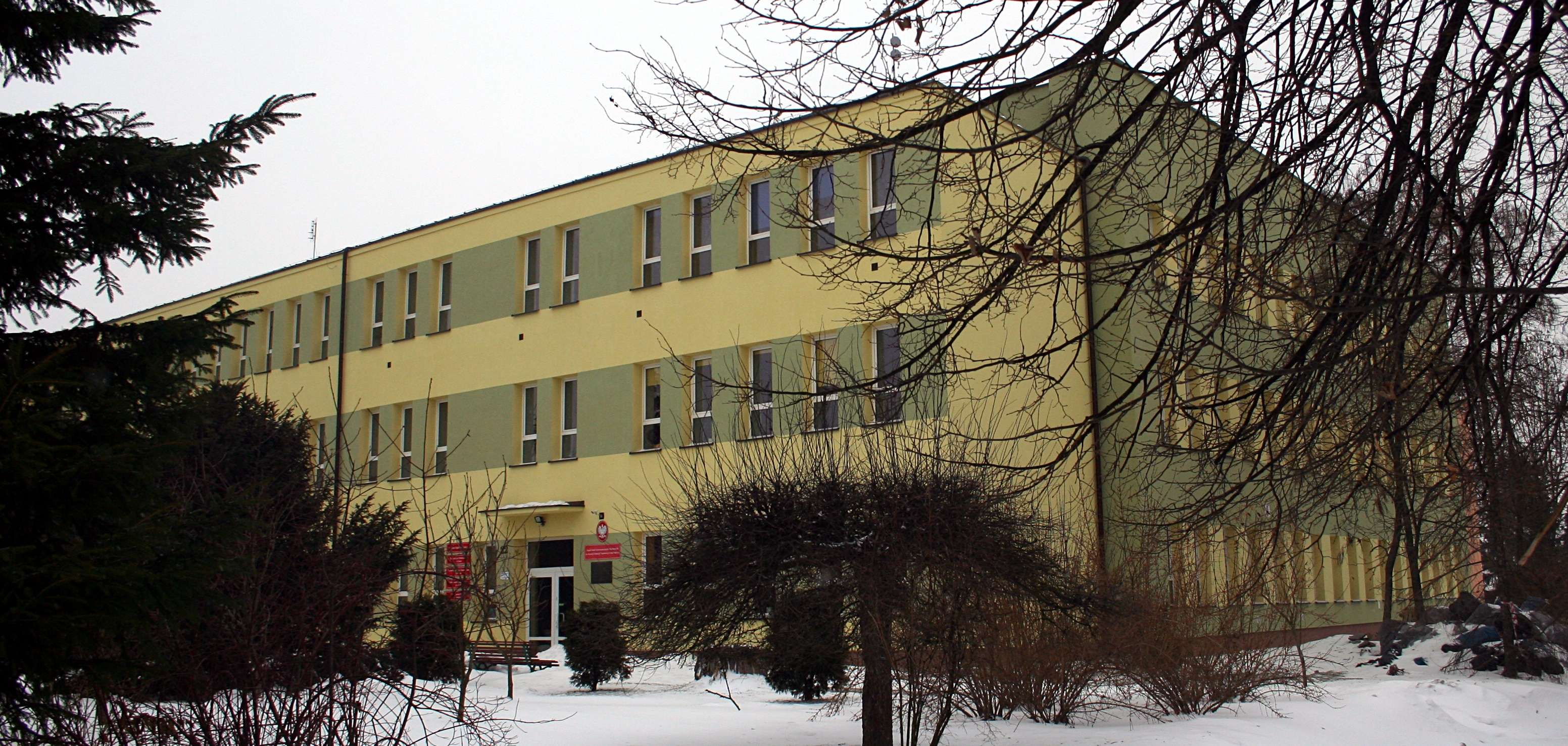
Zespół Szkół Gastronomicznych i Hotelarskich im. Komisji Edukacji Narodowej (2010)

- Wyższa Szkoła Humanistyczno-Przyrodnicza Studium Generale Sandomiriense
- Uniwersytet Jana Kochanowskiego w Kielcach – filia w Sandomierzu
- Nauczycielskie Kolegium Języków Obcych
- Wyższe Seminarium Duchowne
- Instytut Teologiczny im. bł. Wincentego Kadłubka
- 4 szkoły podstawowe, 3 licea ogólnokształcące, 4 zespoły szkół średnich, 10 przedszkoli.

## Wspólnoty wyznaniowe

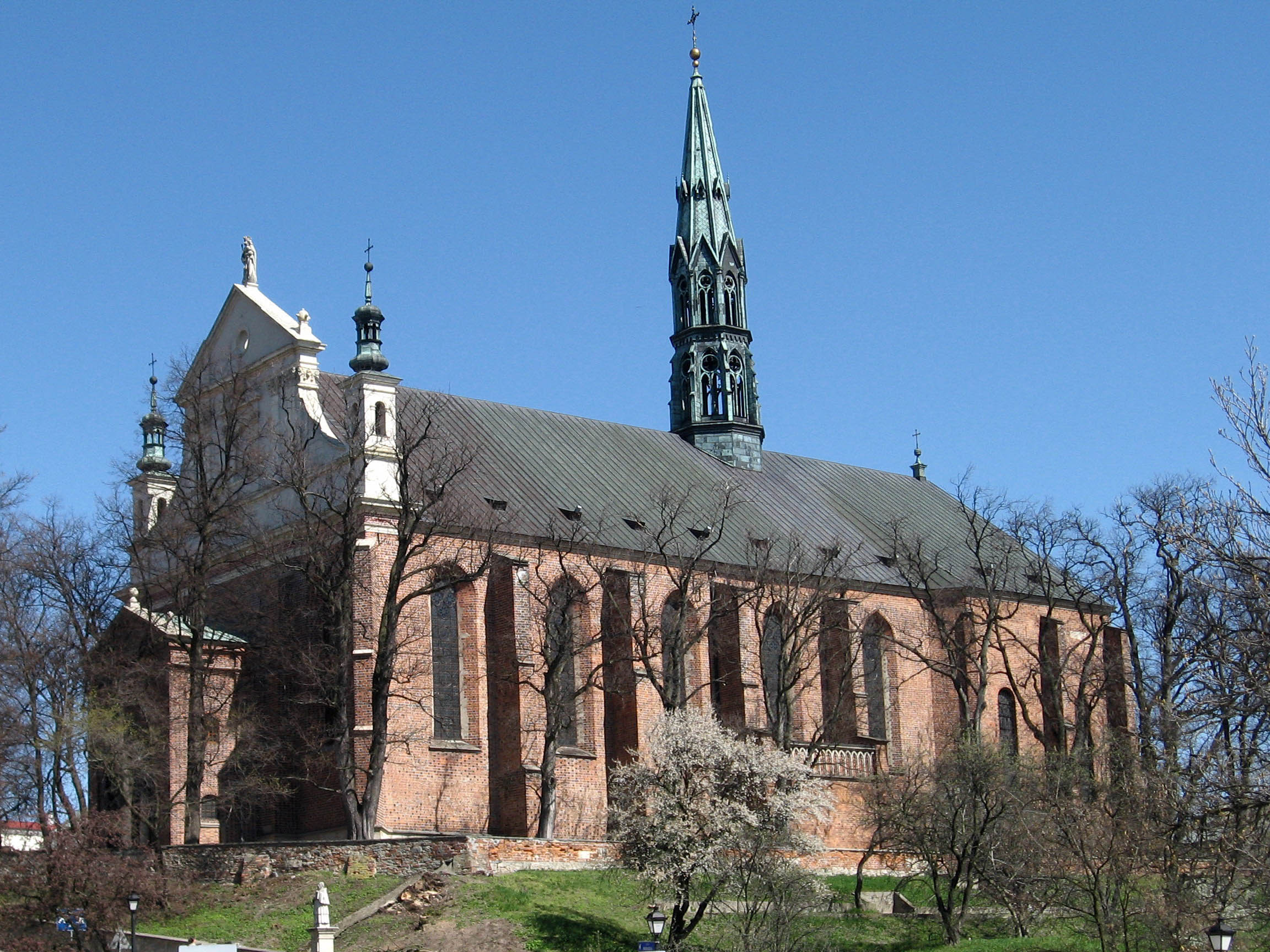
Bazylika katedralna Narodzenia Najświętszej Maryi Panny z XIV–XVII wieku

Na terenie miasta działalność duszpasterską prowadzą następujące kościoły:
Katolicyzm
- Kościół rzymskokatolicki, Sandomierz jest siedzibą Diecezji sandomierskiej:
  - Parafia Chrystusa Króla Jedynego Zbawiciela Świata[36]
  - Parafia św. Józefa[36]
  - Parafia Matki Bożej Królowej Polski i św. Jana Kantego[36]
  - Parafia katedralna Narodzenia Najświętszej Maryi Panny[36]
  - Parafia Nawrócenia św. Pawła Apostoła[36]
  - Parafia Podwyższenia Krzyża Świętego[36]

Prawosławie
- Parafia Świętych Cyryla i Metodego (erygowana 24 czerwca 2013 roku); należy do dekanatu Lublin diecezji lubelsko-chełmskiej Polskiego Autokefalicznego Kościoła Prawosławnego[37].

Protestantyzm
- Kościół Chrystusowy w RP:
  - Społeczność Chrześcijańska w Sandomierzu[38]
- Kościół Adwentystów Dnia Siódmego w RP
  - zbór w Sandomierzu[39]

Restoracjonizm
- Świadkowie Jehowy:
  - zbór Sandomierz (w tym grupa rosyjskojęzyczna) (Sala Królestwa ul. Milberta 15)[40].

## Infrastruktura

### Transport

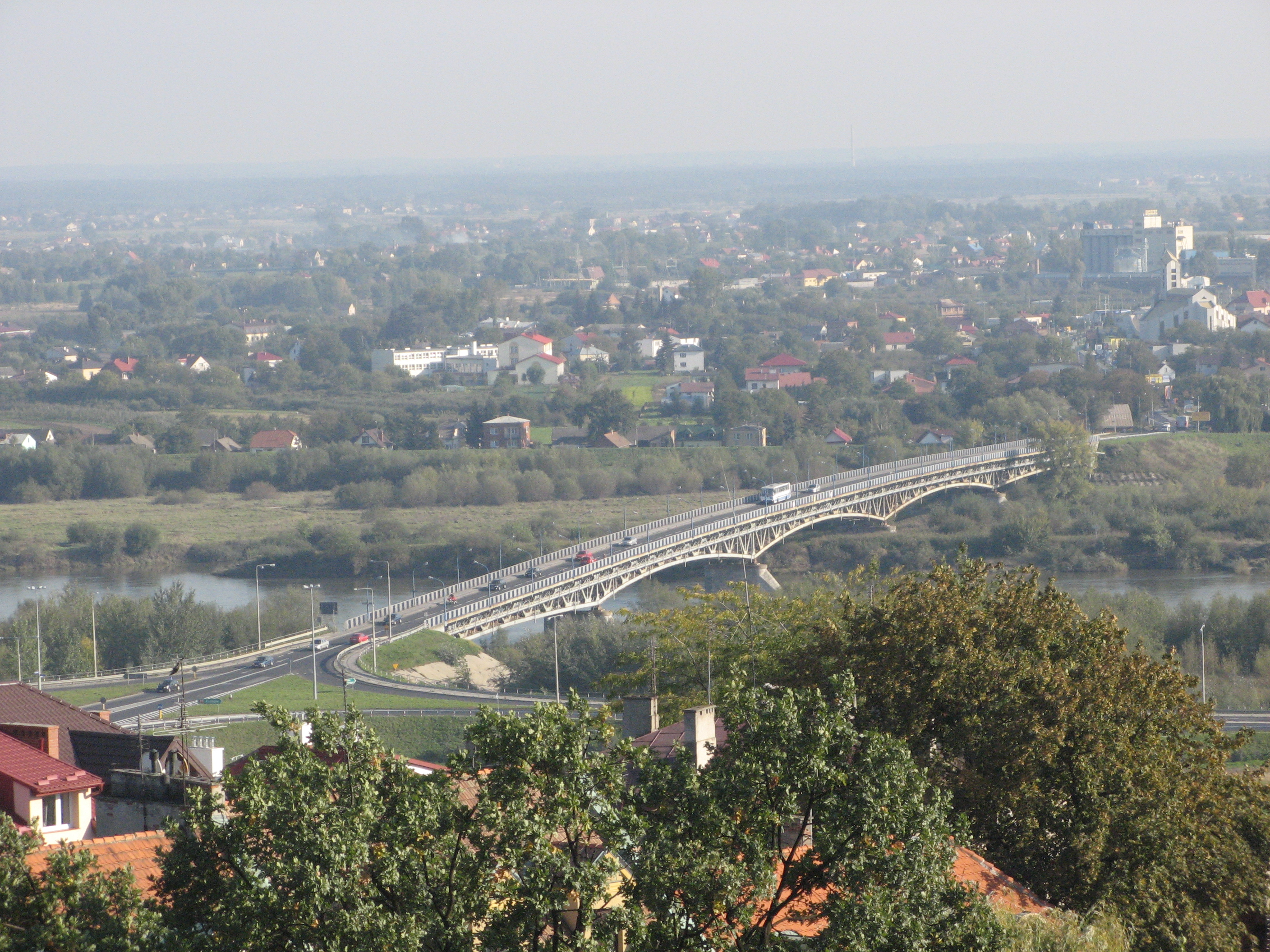
Most drogowy w Sandomierzu (stary)

- 77 Droga krajowa nr 77: Lipnik – Sandomierz – Nisko – Jarosław – Przemyśl
- 79 Droga krajowa nr 79: Warszawa – Sandomierz – Kraków – Katowice – Bytom
- 723 Droga wojewódzka nr 723: Sandomierz – Tarnobrzeg
- 777 Droga wojewódzka nr 777: Sandomierz – Zawichost – Maruszów

Sandomierz jest węzłową stacją kolejową. Schodzą się w niej tory do Skarżyska-Kamiennej, Stalowej Woli-Rozwadowa i Tarnobrzega. Dawniej była to ważna stacja z dużą liczbą pociągów osobowych kursujących do tych trzech miast, a także do Przeworska. Obecnie zachowany jest ruch towarowy i osobowy. Czasami pojawiają się specjalne pociągi turystyczne. Dworzec kolejowy w Sandomierzu znajduje się w prawobrzeżnej części miasta, w pobliżu skrzyżowania dróg na Nisko (DK77) i na Tarnobrzeg (DW723). Od grudnia 2011 roku przez Sandomierz kursuje pociąg TLK relacji Przemyśl – Skarżysko-Kamienna, łączony dalej z pociągiem TLK Zakopane – Gdynia Główna oraz TLK Skarżysko Kamienna – Przemyśl.

### Komunikacja miejska
Komunikację miejską w Sandomierzu obsługuje Zakład Komunikacji Miejskiej na 5 liniach o podanych trasach:
- 1 11 Listopada (dworzec autobusowy) – Kochanowskiego – Asnyka – Maciejowskiego – Cieśli – Armii Krajowej – Koseły – Mickiewicza – Zawichojska – Lubelska – Długa – Dobkiewicza (Szpital).
- 2 (niektóre kursy: Mokoszyn Pętla/Kamień Łukawski – Lubelska – Długa) – Dobkiewicza (Szpital) – Kwiatkowskiego – Ożarowska – Mickiewicza – Armii Krajowej – Koseły – Mickiewicza – Zawichojska – Żwirki i Wigury – Lwowska – Portowa – Torowa -- Huta Szkła (w dni wolne kursy z Huty Szkła w godzinach 10:45 – 18:00 przez Cmentarz Krukowski).
- 3 Lwowska (Dworzec PKP) – Mickiewicza (Brama Opatowska) (kursuje tylko w sezonie turystycznym).
- 4 Ożarowska (Chwałki) – Mickiewicza – Armii Krajowej – Koseły – Mickiewicza – Zawichojska – Żwirki i Wigury – Powiśle – Flisaków – Lwowska (Dworzec PKP) – Trześniowska – Wielowiejska.
- 5 11 Listopada (dworzec autobusowy) – Kochanowskiego – Asnyka – Maciejowskiego – Cieśli – Armii Krajowej – Koseły – Mickiewicza – Zawichojska – Dobkiewicza – Długa – Lubelska – Mokoszyn Pętla/Kamień Łukawski (kursuje w soboty, niedziele i święta)

Tabor autobusowy ZKM składa się obecnie (18 stycznia 2024) z 12 autobusów: 5 Autosanów Sancity M09LE.01.1 (#15–21, rocznik 2012), Autosan Sancity M09LE (#20, rocznik 2017) i 6 Solaris Urbino 8,9 LE (#22–27, rocznik 2022).

## Zabytki

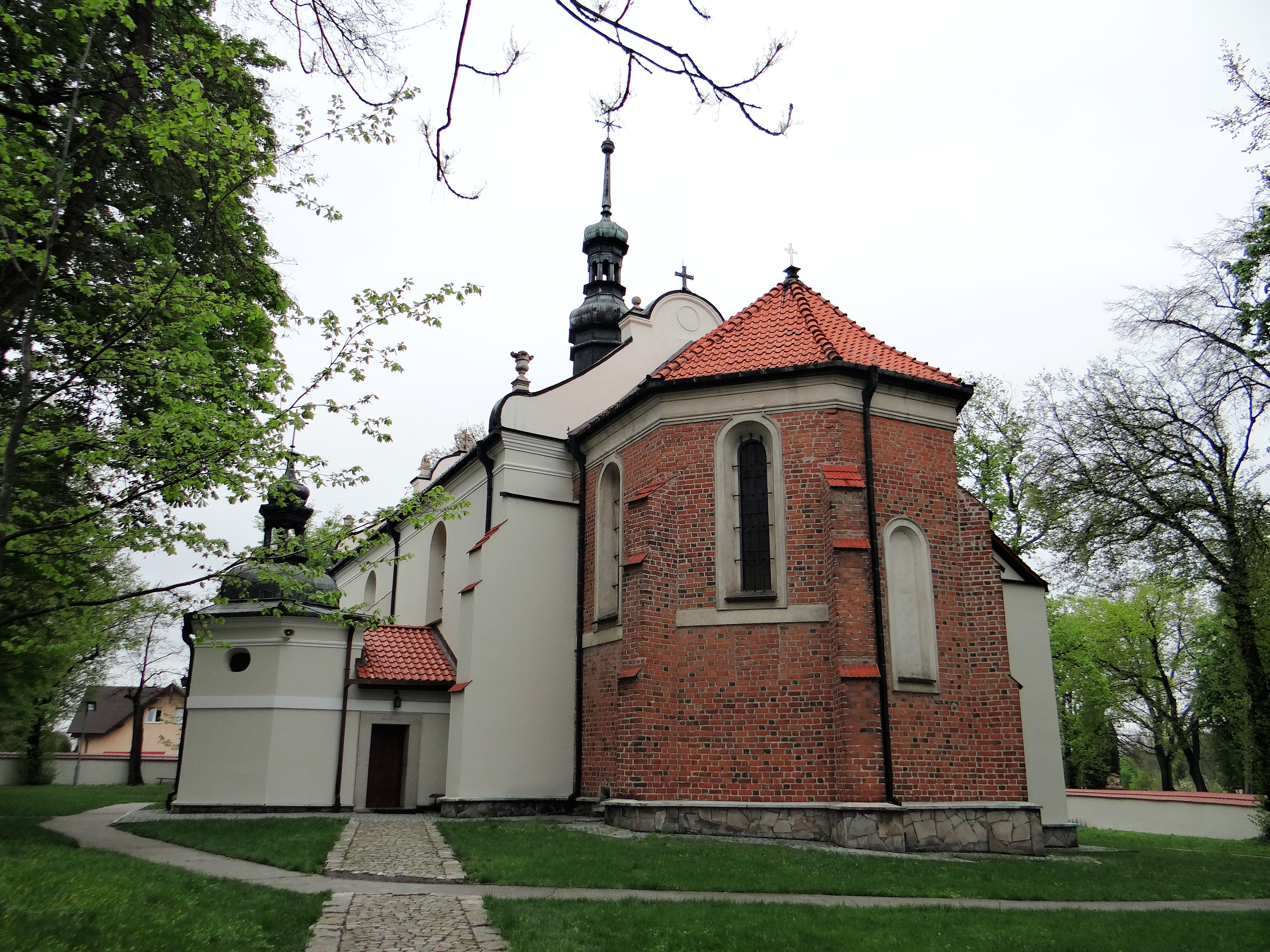
Kościół Nawrócenia św. Pawła

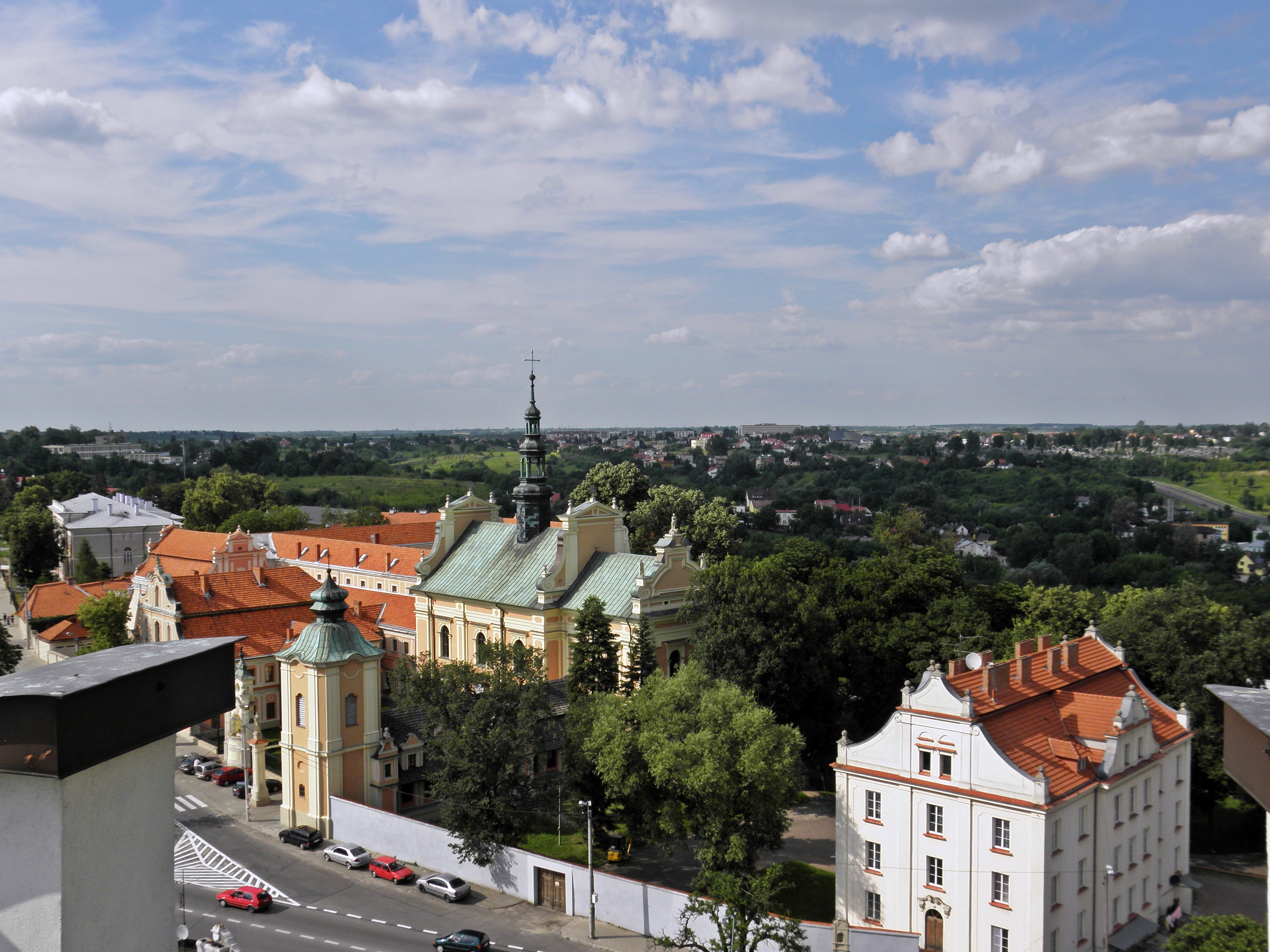
Kościół św. Michała Archanioła i Wyższe Seminarium Duchowne w dawnym zespole klasztornym benedyktynek

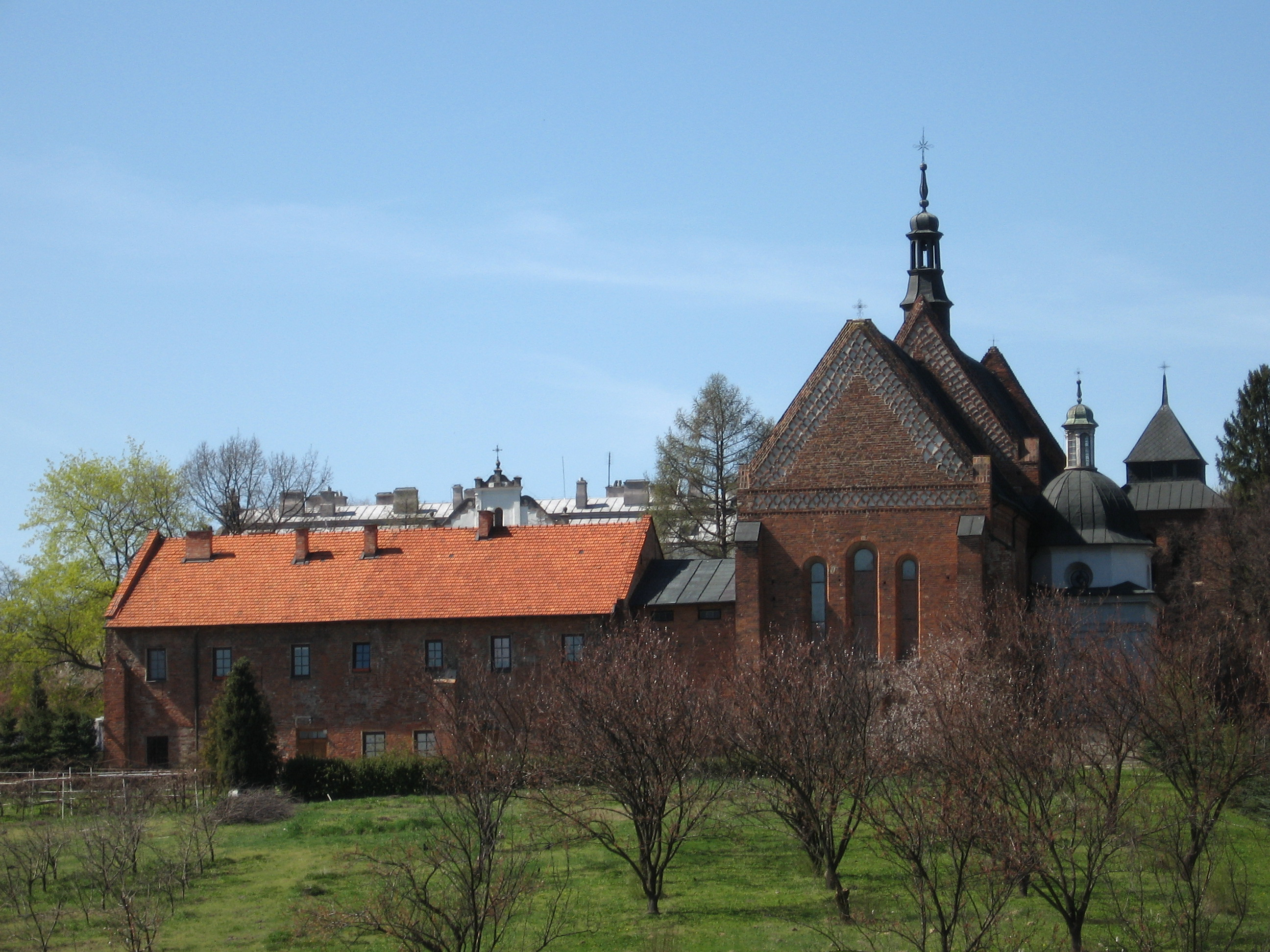
Romański Kościół św. Jakuba z 1226 r.

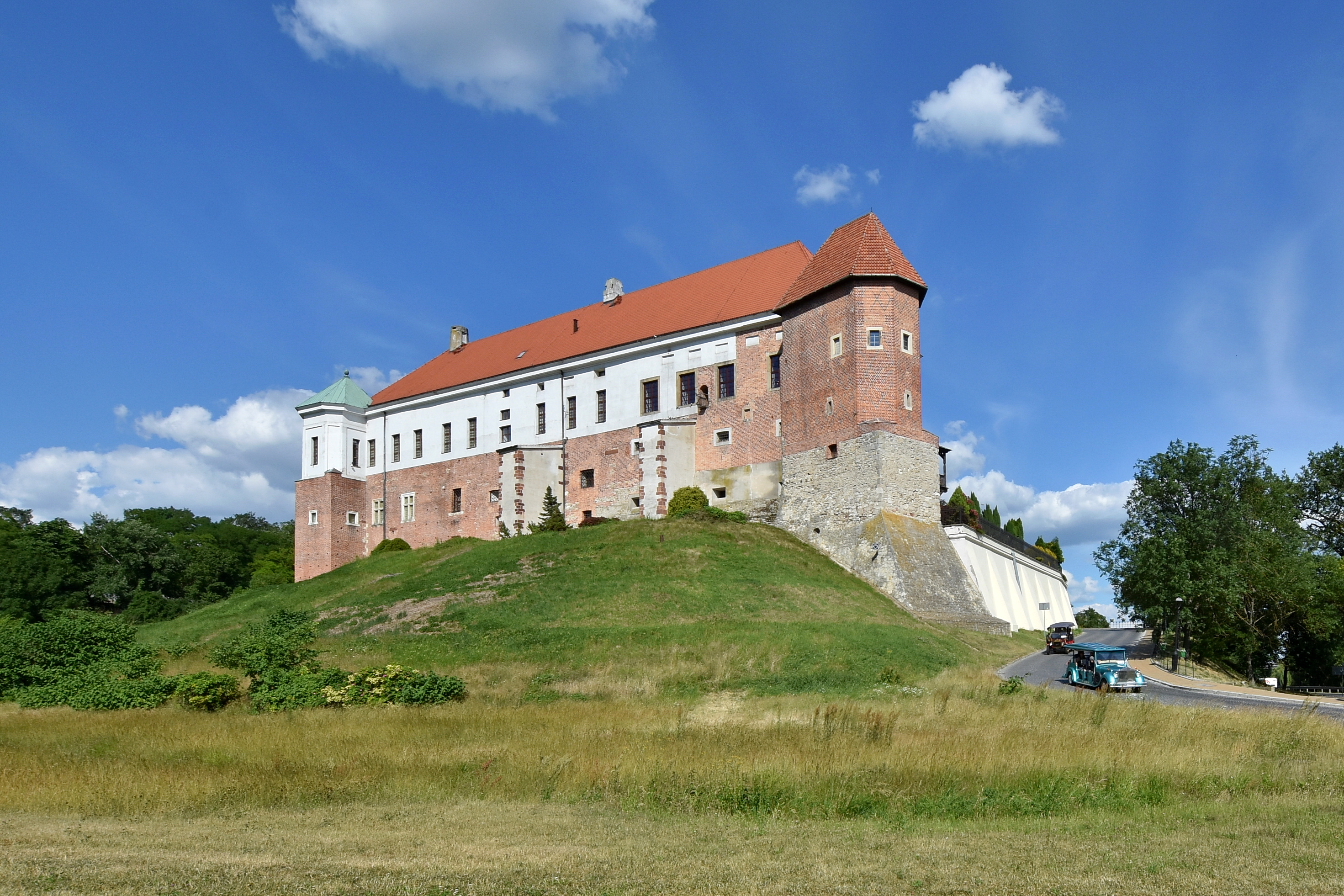
Zamek królewski – obecnie Muzeum Okręgowe (2013)

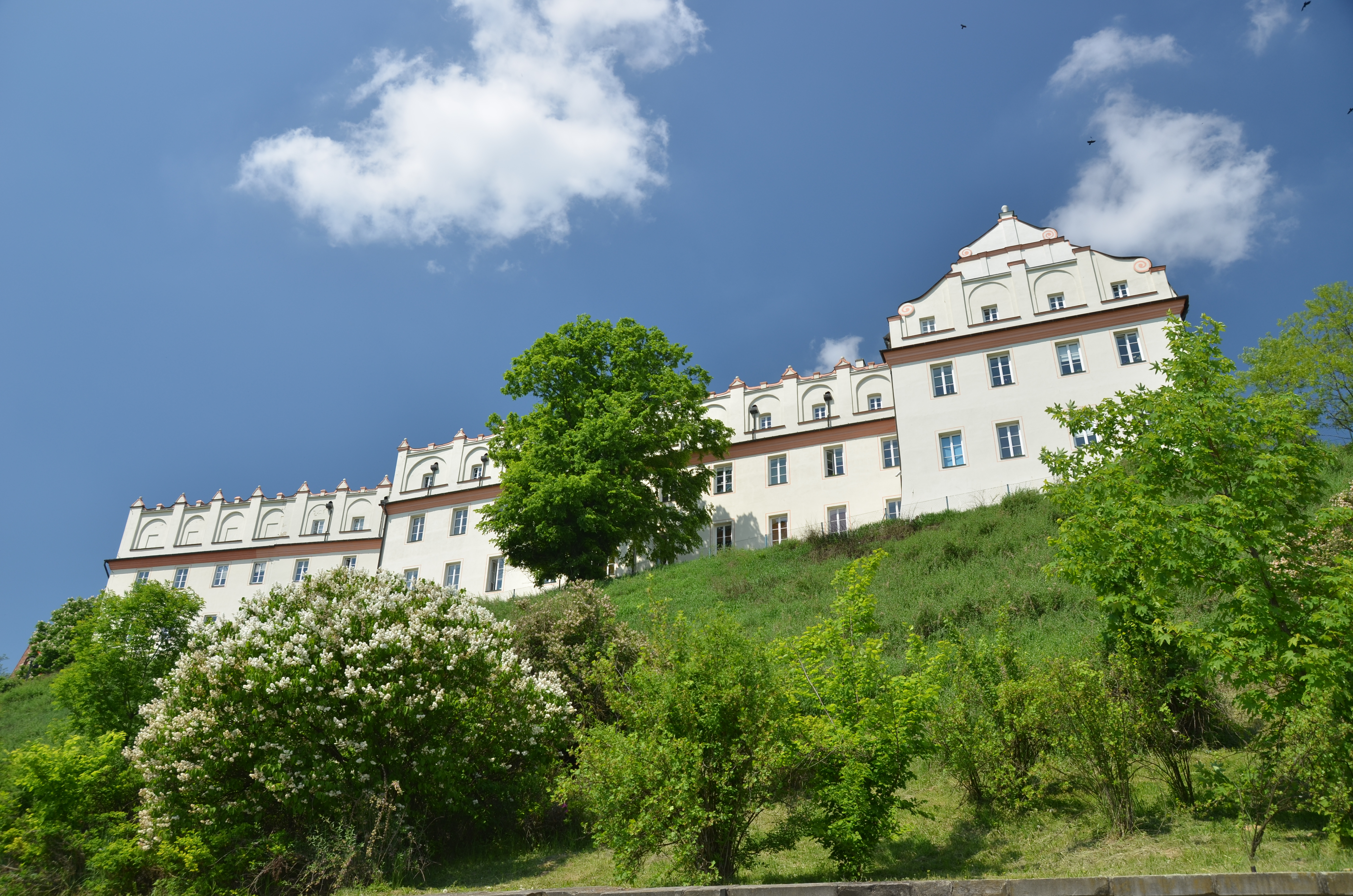
Collegium Gostomianum – kolegium jezuickie z 1602 r.

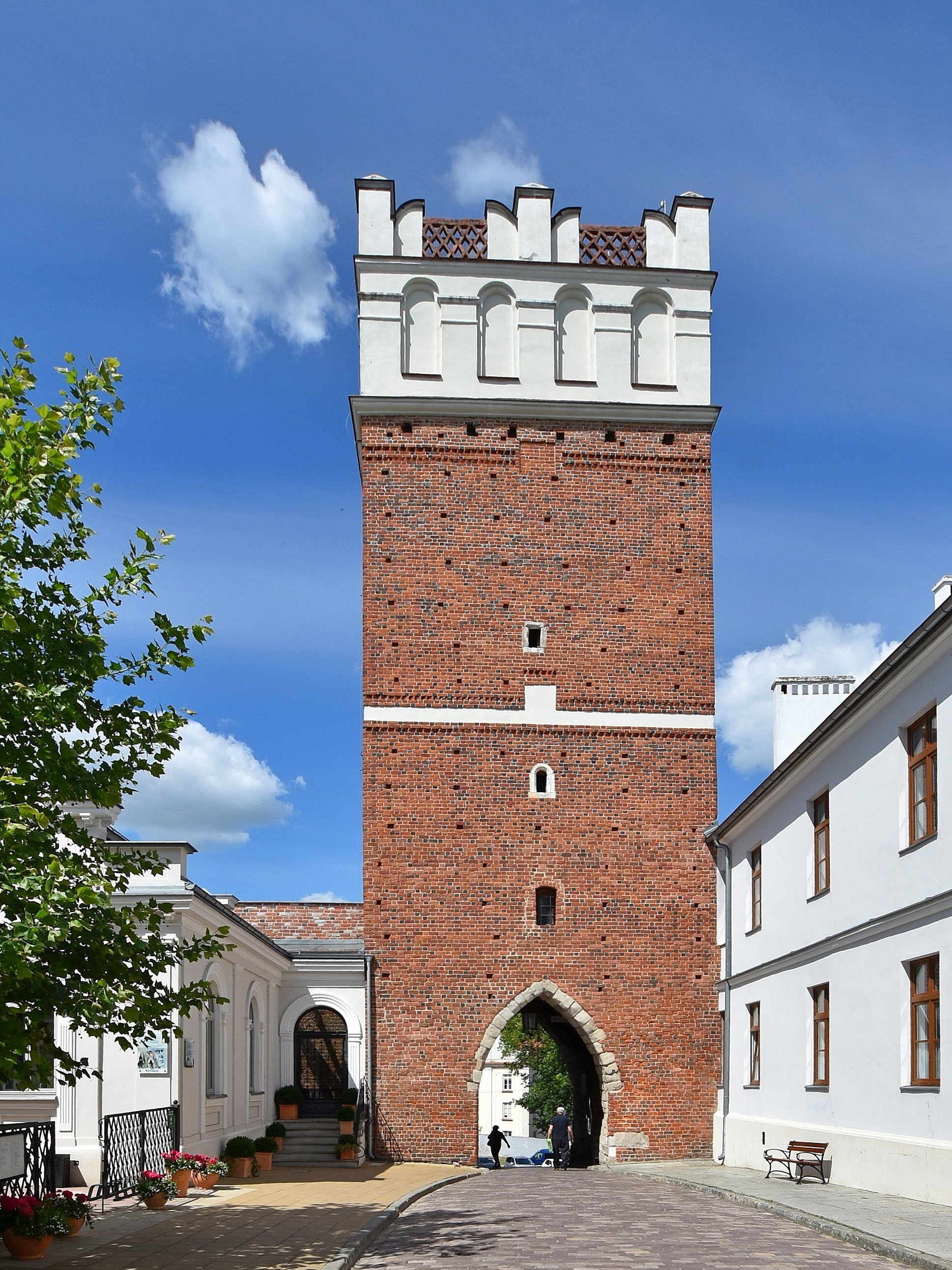
Brama Opatowska

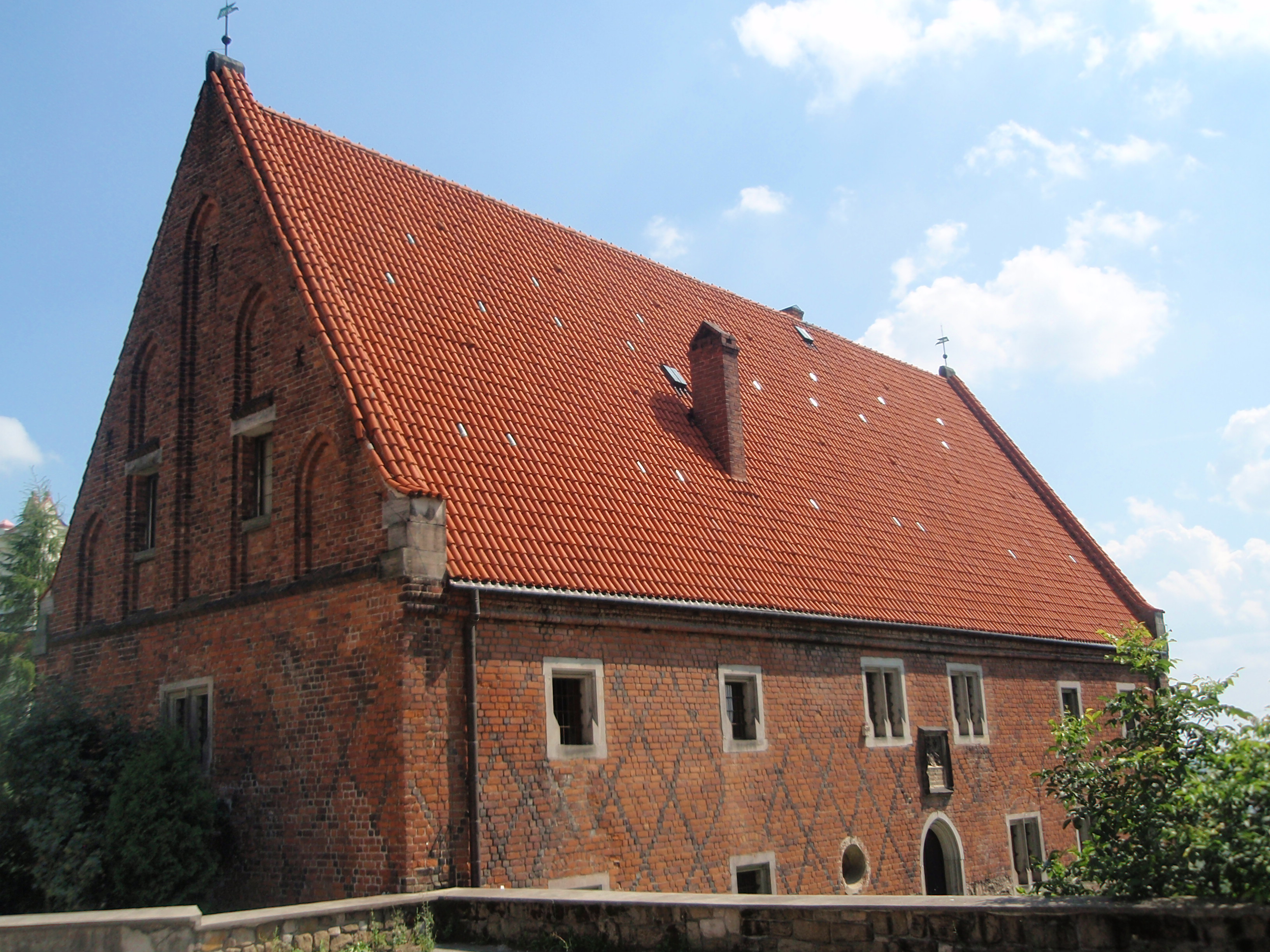
Dom Długosza – obecnie Muzeum Diecezjalne

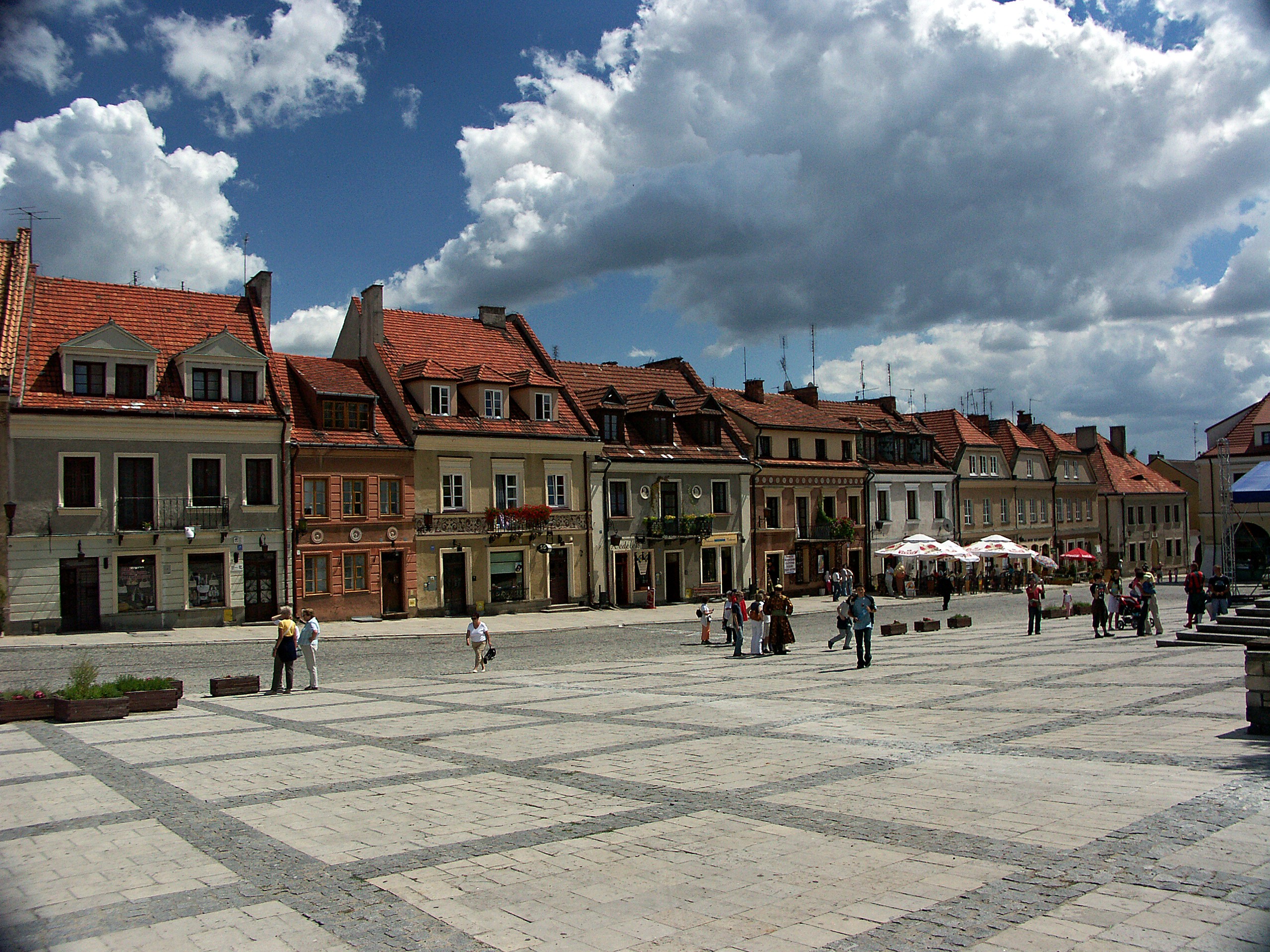
Kamienice na Starym Rynku

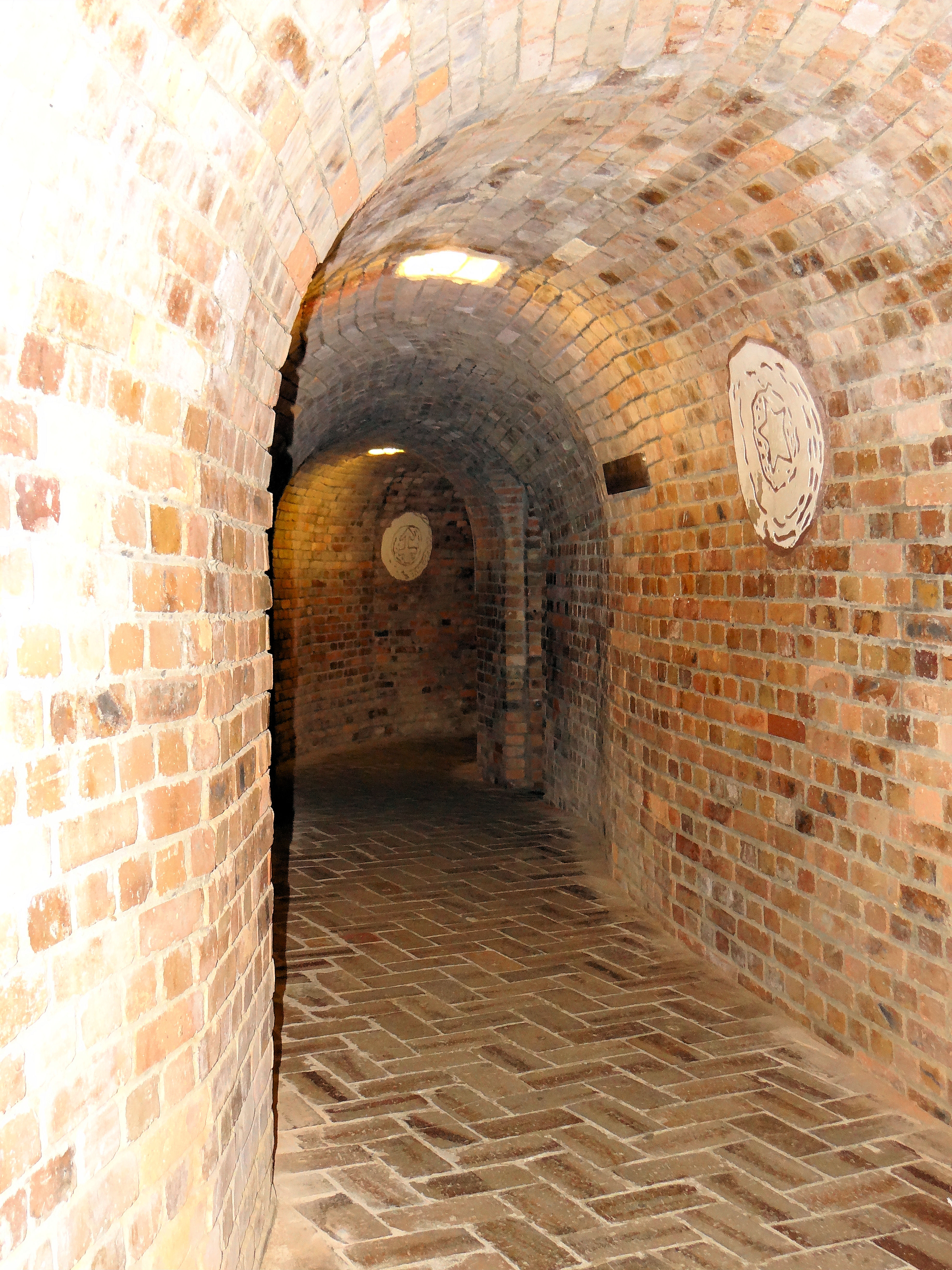
Piwnice podziemnej trasy turystycznej na głębokości od 4 do 12 m poniżej poziomu miejskich ulic

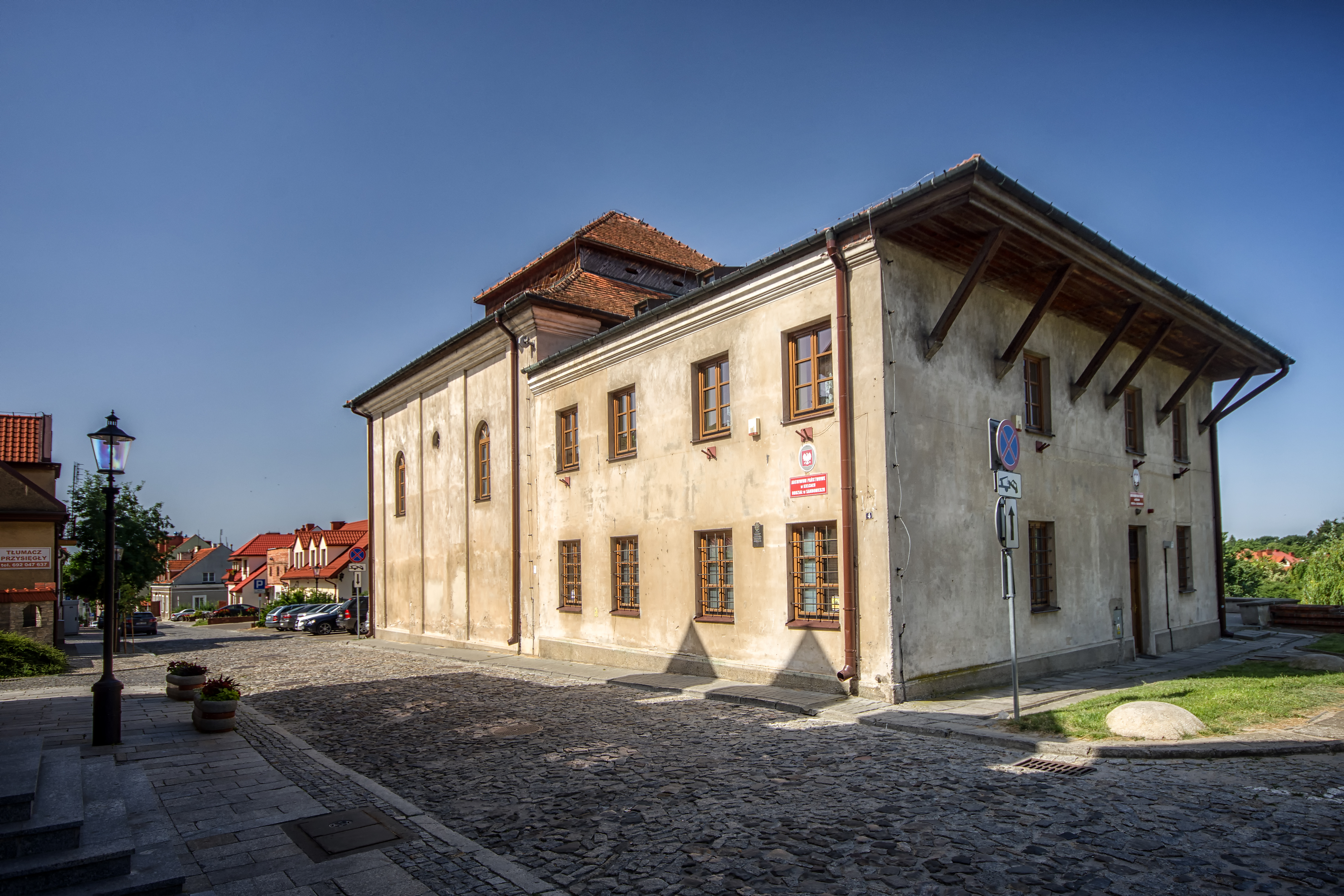
Synagoga z XVIII w.

Sandomierz posiada znaczną liczbę zabytków, a Stare Miasto tworzy zabytkowy zespół urbanistyczno-architektoniczny i krajobrazowy.
- zespół urbanistyczno-architektoniczny i krajobrazowy, XIII – XIX w.,
- Bazylika katedralna Narodzenia NMP – gotycki halowy kościół z XIV w., przekryty sklepieniami krzyżowo-żebrowymi, wewnątrz zachowane polichromie z 1421 roku
  - dzwonnica, XVIII,
  - ogrodzenie murowano-żelbetowe, 2 poł. XIX w.
- zespół kościoła par. pw. św. Pawła, ul. Staromiejska, z 1. połowy XV, XVIII w.,
  - kościół Nawrócenia św. Pawła
  - dzwonnica
  - ogrodzenie z bramą
  - plebania, drewn. (nie istnieje)
- synagoga z domem gminy żydowskiej, ob. archiwum, ul. Basztowa,
- zespół klasztorny benedyktynek, ob. seminarium duchowne, ul. Żeromskiego, 2 poł. XVII – XVIII w.,
  - kościół św. Michała Archanioła
  - klasztor
  - dzwonnica
  - budynek furty klasztornej
- domek kapelana
  - kazalnica
  - ogród
  - ogrodzenie terenu klasztornego
  - seminarium niższe,
- zespół klasztorny dominikanów, ul. Staromiejska, 2 ćw. XIII w., XVII w., 1909,
  - kościół św. Jakuba – dominikański kościół zbudowany w latach 1226–1250 (sam kościół ufundowany już przed 1211), z fundacji Iwona Odrowąża. Trójnawowy, bazylikowy z późnoromańskim ceglanym portalem
  - dzwonnica
  - skrzydło klasztorne
- zespół szpitalny, ul. Opatowska 10, XV – XIX w.,
  - kościół pw. Świętego Ducha,
  - 2 budynki szpitalne,
- zespół klasztorny reformatów, pl. św. Wojciecha, 1679–1690, XVIII, XIX w.,
  - kościół św. Józefa
  - klasztor
  - mur z kapliczkami Męki Pańskiej i bramka
  - ogród klasztorny
  - ogrodzenie zespołu
- kolegium jezuickie Collegium Gostomianum, ul. Długosza 7, 1605-15, XIX w., – jedna z najstarszych szkół średnich w Polsce, najstarsze skrzydło wybudowano w 1602 roku. Pierwotne kolegium jezuickie, funkcjonowało do kasaty zakonu w 1773 roku. Od tego czasu funkcjonowało jako szkoła świecka.
- zamek królewski, z XIV wieku, 1480, 1520, XIX w., – zniszczony podczas potopu szwedzkiego w 1656 r., zachowane skrzydło zachodnie
- cmentarz „katedralny”, ul. Mickiewicza, XIX – XX w.,
- cmentarz par. św. Pawła, ul. Staromiejska, XIX w.,
- cmentarz żydowski, ul. Sucha,
- cmentarz wojenny żołnierzy Armii Radzieckiej, ul. Mickiewicza, 1944 r.,
- mogiła zbiorowa żołnierzy austriackich z 1914 r., ul. Leszka Czarnego,
- pozostałości murów obronnych, 1. połowa XIV w.,
- Brama Opatowska – gotycka brama wjazdowa do miasta z 2. połowy XIV wieku, przebudowana w XVI wieku, zwieńczona renesansową attyką. Fundowana przez króla Kazimierza Wielkiego, jedyna zachowana. Do Sandomierza prowadziły cztery bramy w murach obronnych: Opatowska, Zawichojska, Lubelska, Krakowska oraz dwie furty (zachowała się jedna – Dominikańska, nazywana Uchem Igielnym).
- Ratusz – gotycki, z połowy XIV wieku zbudowany na planie kwadratu z ośmioboczną wieżą. W XVI wieku rozbudowany (w planie do prostokąta), całość została zwieńczona renesansową attyką. Istniejąca obecnie wieża została postawiona w XVII wieku. Wokół Starego Rynku zachowane renesansowe kamienice (architektura). W 2006 NBP wyemitował monetę kolekcjonerską o nominale 2 zł z wizerunkiem ratusza.
- dworek, ul. Browarna 9, drewn., XVIII / XIX w.,
- Dworek Cypriana Strużyńskiego – zespół dworski przy ulicy Zawichojskiej 2, zbudowany w 1861 r. dla Matyldy i Cypriana Strużyńskich, obecnie, po gruntownej renowacji obiekt hotelowy[43].
- mansjonaria „Dom Długosza” z lat 1476, XVII w., 1934 (ul. Długosza 9). Budynek wzniesiony z fundacji Jana Długosza w 1476 roku, obecnie mieści się w nim Muzeum Diecezjalne
- sufraganówka, ul. Katedralna 1, 1792 r., po 1968,
- wikarówka, ul. Katedralna 3, 1747-60, XIX w., po 1968,
- dworek, ul. Królowej Jadwigi 3, drewn., 1 poł. XIX w.,
- dom, ul. Mariacka 3,
- dom księży emerytów, ul. Mariacka 9, 1700–1724, XIX w.,
- kanonia, ul. Mariacka 10, XVIII w., po 1968,
- „Dom Katolicki”, ul. Mariacka 16,
- dawna szkoła parafialna, ul. Mariacka 18, 1787, po 1968,
- dom, ul. Opatowska 1,
- dom, ul. Opatowska 8,
- dom, ul. Opatowska 9, XVIII w.,
- dom, ul. Opatowska 21,
- dom, pl. Poniatowskiego 1, XV – XVIII w.,
- klasztor dominikanów, ob. Urząd Miasta, pl. Poniatowskiego 3, XVII – XIX w.,
- dom, Rynek 3,
- dom, Rynek 4,
- konwikt Bobolów, Rynek 5, XV – XVII – XIX w.,
- dom, Rynek 6, poł. XIX w., XX w.,
- dom, Rynek 7, poł. XIX w., XX w.,
- dom, Rynek 8, poł. XIX w.,
- dom, Rynek 9, XVII, XIX w., XX w.,
- Kamienica Oleśnickich, Rynek 10, przełom XVI – XVII w. (w kamienicy wejście do Podziemnej Trasy Turystycznej „Lochy Sandomierskie” – p. niżej).
- Trasa podziemna „Lochy Sandomierskie”
- odwach, Rynek 12, poł. XIX w.,
- dom, Rynek 15, 2 ćw. XIX w.,
- dom, Rynek 20, XVII, XIX w.,
- dom, Rynek 22, XVII, XVIII – XX w.,
- dom Greka Kojszora, Rynek 23, XVI / XVII, XIX – XX w.,
- dom Węgra Lazarczyka, Rynek 27, XVI/XVII, XIX–XX w.,
- dom, Rynek 30, XVIII w., po 1967,
- dom, Rynek 31, XVII – XVIII w., 2 poł. XIX, 1969,
- dworek, ul. Świętopawelska 4, drewn., XIX W.
- dom, ul. Tkacka 2, 1886,
- dworek, ul. Zawichojska 2,
- dom, ul. Żeromskiego 9, 1914 r.,
- spichrz, przebudowany w XX wieku, z 1696 roku, wybudowany na potrzeby Bazyliki Katedralnej (ul. Rybitwy 5),
- budynek dawnych koszar Sandomierskiej Straży Granicznej,
- latarnia chocimska na ul. Lubelskiej,
- latarnia chocimska na ul. Zawichojskiej.

## Historyczne niezachowane obiekty
- Brama Krakowska
- Brama Lubelska (Rybacka)
- Brama Zawichojska z XVI wieku. Składała się z półokrągłego barbakanu i z przejazdu przebitego w istniejącej wcześniej baszcie prostokątnej. Rozebrana w XIX wieku.
- Stary cmentarz żydowski
- Furta Dominikańska w zachodniej części miasta
- Mury obronne o długości 1700 metrów z basztami
- Kościół św. Marii Magdaleny
- Kościół św. Piotra
- Kościół św. Jana
- Kościół św. Wojciecha

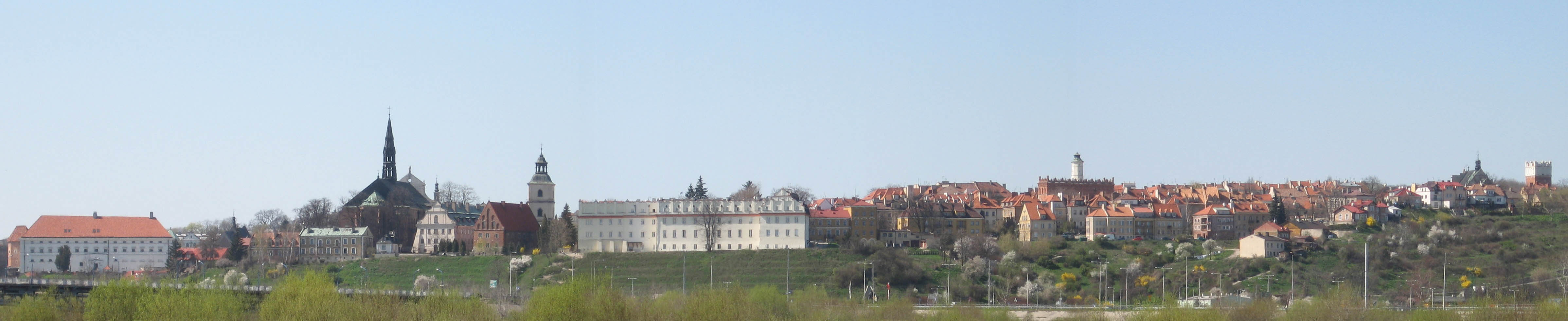
Stare Miasto w Sandomierzu – panorama

## Turystyka
Sandomierz jest punktem początkowym  żółtego szlaku rowerowego prowadzącego do Opatowa oraz  zielonego szlaku rowerowego prowadzącego do Ujazdu. Przez miasto przechodzi  czerwony szlak turystyczny z Gołoszyc do Piotrowic, a początek ma  żółty szlak turystyczny do Leżajska.
- Wąwóz św. Królowej Jadwigi – wypłukany przez wody w pokładach lessowych. Na urwiskach występuje roślinność stepowa, między innymi wisienka karłowata
- Góry Pieprzowe – na terenie wzgórz w 1980 roku utworzono rezerwat geologiczno-przyrodniczy. Góry zbudowane z łupków kambryjskich, wypiętrzone 500 milionów lat temu.

W Sandomierzu bierze początek Małopolska Droga św. Jakuba prowadząca do Krakowa, a przy połączeniu z innymi trasami prowadzi zwartym szlakiem do Santiago de Compostela. W przyszłości Sandomierz będzie też ostatnim przystankiem Lubelskiej Drogi św. Jakuba. W Sandomierzu ma też początek i koniec Szlak Architektury Drewnianej, etap tarnobrzesko-niżański. Przez Sandomierz przebiega także szlak cysterski.
Serial Ojciec Mateusz i liczne akcje promocyjne spowodowały nagły wzrost zainteresowania miastem. Ojciec Mateusz jest popularnym serialem nadawanym od 2008 roku w TVP1.
W sandomierskim parku Piszczele znajduje się wyciąg narciarski o długości 60 metrów.
Jednym z ważniejszych punktów są Podziemia Sandomierza przyciągające coraz więcej turystów. Organizowane są także nocne zwiedzania.

## Sport
Pierwszym klubem sportowym w Sandomierzu była Wisła Sandomierz, która powstała w 1925 roku. Na przestrzeni lat prowadziła wiele sekcji, m.in. lekkoatletyki, siatkówki i koszykówki. Obecnie działa jedynie drużyna piłki nożnej. Wychowankiem SPR Wisła Sandomierz – zespołu piłki ręcznej – jest Karol Bielecki, reprezentant Polski, który był absolwentem Gimnazjum nr 2 im. Pułku Piechoty Legionów w Sandomierzu. W mieście istnieją także m.in. Klub Tenisa Stołowego „Sandomierz”, Sandomierski Klub Karate „Kyokushin” oraz Stowarzyszenie Sportów Siłowych.
W 2009 roku w mieście otwarto Miejski Stadion Sportowy, w którego skład wchodzą: boisko wielofunkcyjne, kompleks lekkoatletyczny i korty tenisowe. 11 października 2009 roku odbył się na nim mecz reprezentacji piłkarskich U-23 pomiędzy Polską a Portugalią, zakończony bezbramkowym remisem. W Sandomierzu znajdują się także zespół basenów krytych „Błękitna Fala” (basen sportowy górny o wymiarach 25 × 12,5 m, głębokości od 1,40 do 1,80 m i z widownią na 100 osób; basen rekreacyjny dolny o wymiarach 12 × 6 m, głębokości od 0,8 do 1,2 m, podwodnie podświetlany, wyposażony w hydromasaże, parasol wodny, gejzery powietrzne oraz małą zjeżdżalnię z brodzikiem; zjeżdżalnia o długości 60 m; jacuzzi; kręgielnia; sauna; solarium; gabinet masażu; siłownia) i basen letni oraz hala widowiskowo-sportowa.

## SerialOjciec Mateusz
Na Starym Mieście w Sandomierzu kręcony jest polski serial kryminalny Ojciec Mateusz, odpowiednik włoskiej serii Don Matteo. Ekipa telewizyjna latem i zimą przyjeżdża do Sandomierza kręcić serial. W serialu wiele razy pojawia się słowo Sandomierz. Główną rolę księdza Mateusza Żmigrodzkiego gra Artur Żmijewski. Ekipa telewizyjna kręciła pojedyncze odcinki poza Sandomierzem, m.in. w Opatowie, Kielcach, Ćmielowie, Busku-Zdroju czy Chęcinach. W Sandomierzu znajduje się muzeum – gabinet figur woskowych postaci związanych z serialem, odwzorowano tam także serialowe wnętrza: plebanię czy komisariat policji.

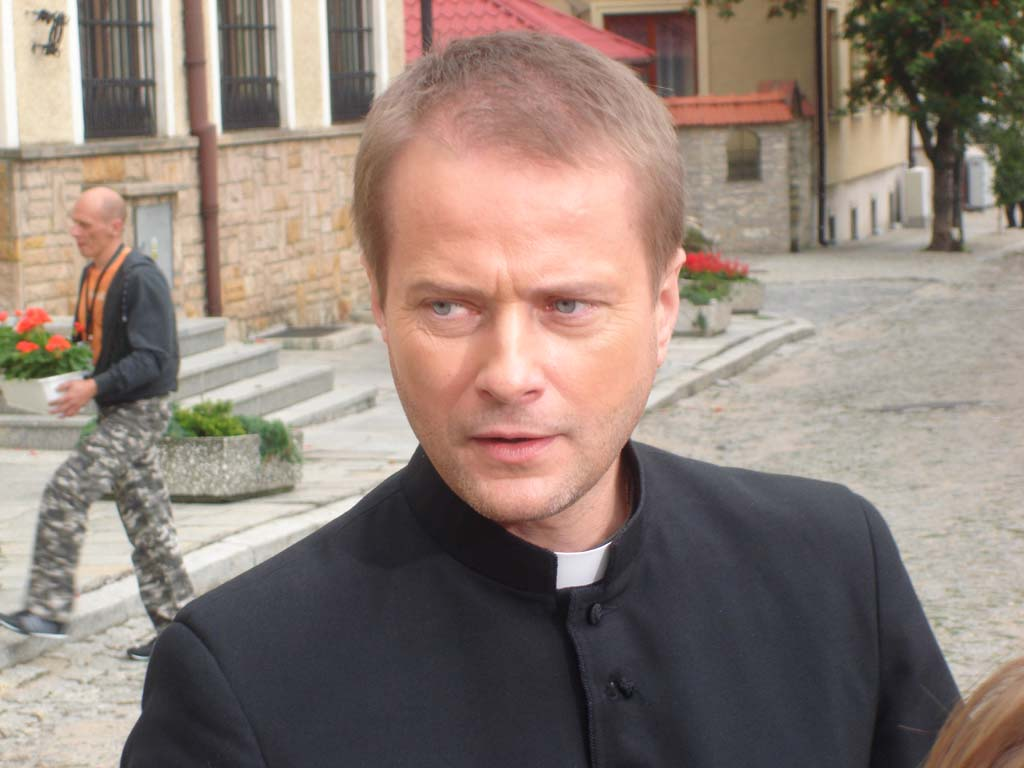
Artur Żmijewski w Sandomierzu

## Literatura
Jedną z pierwszych powieści, w których pojawił się Sandomierz była wydana w 1939 r. książka przygodowa dla młodzieży „Rycerze wielkiej przygody” autorstwa Wandy Polankiewicz. W Sandomierzu rozgrywa się akcja powieści kryminalnej Ziarno prawdy wydanej w 2012 roku drugiej części cyklu o prokuratorze Teodorze Szackim, której autorem jest Zygmunt Miłoszewski. Wydarzenia przedstawione w Ziarnie prawdy mają miejsce wczesną wiosną 2009 roku. Będący tłem powieści Sandomierz i jego zabytki został opisany przez autora z dużą dbałością o realistyczne szczegóły. Zdzisław Pietrasik w tygodniku „Polityka” napisał: „Ziarno prawdy to kawałek porządnej literatury kryminalnej, z dobrze zarysowaną intrygą i świetnie portretowanymi postaciami. Ale jest jeszcze jeden plus – mianowicie wnikliwy opis pięknego, pełnego mrocznych tajemnic miasta. Jeżeli wybiorę się kiedyś do Sandomierza, to z książką Miłoszewskiego zamiast przewodnika”. Za tę powieść Zygmunt Miłoszewski został nominowany do nagrody Paszport „Polityki” 2011.
Z Sandomierzem związani są również Jarosław Iwaszkiewicz (z tematyką sandomierską wiążę się jego utwór Czerwone tarcze) i Wiesław Myśliwski.

## Współpraca międzynarodowa
Miasta partnerskie:
- Emmendingen
- Newark-on-Trent
- Ostróg
- Volterra
- Środa Wielkopolska

## Sandomierzanie
- Wincenty Kadłubek – pierwszy polski kronikarz
- Jan Kostka – wojewoda sandomierski
- Sadok i Towarzysze Męczennicy – dominikanie, zamordowani podczas najazdu mongolskiego
- Sebastian Petrycy z Pilzna – lekarz i tłumacz dzieł Arystotelesa
- Mikołaj Trąba – polski duchowny katolicki, notariusz królewski, prymas
- Marcin z Urzędowa – autor pierwszego słownika botanicznego
- Mikołaj Gomółka – kompozytor epoki renesansu
- Stanisław Krawczyński – działacz społeczno-polityczny, poseł, lekarz ginekolog, dyrektor szpitala w Sandomierzu
- Stanisław Młodożeniec – poeta futuryzmu
- Wanda Polankiewicz – pisarka, autorka powieści dla dzieci i młodzieży
- Wincenty Burek – pisarz, autor książki Droga przez wieś
- Adam Bień – jeden z przywódców Polskiego Państwa Podziemnego, skazany w „procesie szesnastu”
- Wiesław Myśliwski – pisarz polski pisarz, laureat nagrody Nike
- Jerzy Jaskiernia – polityk SLD i honorowy obywatel Sandomierza
- Karol Bielecki – piłkarz ręczny, reprezentant Polski, srebrny medalista MŚ'07
- Zbigniew Książek – scenarzysta, poeta
- Andrzej Sarwa – pisarz, poeta, tłumacz, autor ponad 100 książek
- Piotr Sławiński – historyk i poeta
- Jerzy Koenig – polski krytyk teatralny, publicysta
- Krzysztof Janczak – siatkarz
- Tomasz Dymanowski – piłkarz
- Dariusz Pietrasiak – piłkarz
- Wacław Król – polski pisarz, lotnik, pułkownik, uczestnik Bitwy o Anglię.
- Teresa Dębowska-Romanowska – prawnik
- Leszek Dziarek – perkusista
- Jarosław Kowalski – polski snookerzysta
- Andrzej Kowalczyk – trener koszykarski
- Agnieszka Kawiorska – polska aktorka
- Piotr Nurowski – prezes PKOL
- Krzysztof Stanek – astronom
- Wasyl Skopenko – dowódca wojsk radzieckich, który ocalił Sandomierz przed zniszczeniem
- Edyta Bielak-Jomaa – prawnik, generalny inspektor ochrony danych osobowych VI kadencji.
- Karolina Kołeczek – polska lekkoatletka specjalizująca się w biegach płotkarskich.

## Burmistrzowie Sandomierza
- Tomasz Panfil (1990–1991)
- Maciej Dynkowski (1991–1994)
- Janusz Sochacki (1994–1995)
- Wiesław Warzecha (1995–1998)
- Andrzej Tenderowicz (1998–2002)
- Jerzy Borowski (2002–2014)
- Marek Bronkowski (2014–2018)
- Marcin Marzec (2018–2024)
- Paweł Niedźwiedź (2024–nadal)